# Catalina de Salazar y Palacios
Catalina de Salazar y Palacios (Esquivias, baut. 12 de noviembre de 1565-Madrid, 30 de octubre de 1626) fue la esposa de Miguel de Cervantes Saavedra.

## Ascendencia
Por vía paterna, Catalina de Salazar y Palacios descendía de Juan de Cárdenas, persona prominente en el reinado de Isabel I de Castilla, que intervino, junto con sus hermanos, en la redacción de las Capitulaciones de sus desposorios con el entonces infante Fernando de Aragón. Juan de Cárdenas fue alcalde del lugar de Esquivias, por el estado de los Hijos Dalgo, en el año de 1469. Así mismo, y por línea sucesoria, descendía de Inés Álvarez de Vozmediano; de Catalina de Vozmediano, que se desposó con Gonzalo de Salazar, siendo estos los abuelos paternos de Catalina de Salazar y Palacios. Gonzalo de Salazar fue paje del Arzobispo Alonso Carrillo de Acuña, y posteriormente, criado del Cardenal Mendoza. personajes de notable influencia en el Reino de Isabel y Fernando. Descendientes de Gonzalo de Salazar y de su esposa Catalina de Vozmediano, fueron: María de Cárdenas, que casó con el bachiller Francisco Ruiz, natural de la Villa de Madrid; Isabel de Cárdenas, monja, que profesó en el convento de Santa Úrsula de Toledo; Gonzalo de Salazar; Juan de Salazar y Hernando de Salazar y Vozmediano, padre de Catalina de Salazar y Palacios.
Por parte materna, Catalina descendía de Francisco de Palacios el Viejo, que fundó una Capellanía para su hijo Fernando de Palacios, y que heredarían los curas Juan de Palacios y Salazar y Francisco de Salazar y Palacios, tío materno y hermano de Catalina de Salazar y Palacios respectivamente. Tatarabuelos de Catalina fueron: Juan de Salazar, alcalde del Alcázar de Toledo, que se hallaba desposado con María de Vergara. Hijos de este matrimonio, eran María de Salazar, casada con el Bachiller Juan Quixada, natural de Becilla de Valderaduey, siendo este a su vez hijo de Gutierre Quixada, de Becilla, resultando ser este el primer entronque de los de Salazar y Palacios con los Quijada; Diego García de Salazar, que el 29 de mayo de 1537 dotó, en nombre de su hermana María, de una Capellanía en el Monasterio de San Pedro Mártir de Toledo, donde fueron enterrados. Diego García de Salazar, se desposó con María de Salazar, siendo estos los bisabuelos maternos de Catalina de Salazar y Palacios. Hija de estos, fue María de Salazar que casó con Francisco de Palacios, abuelos maternos de Catalina de Salazar y Palacios, e hijos de estos fueron: Catalina de Palacios y Salazar, que se desposó con Hernando de Salazar y Vozmediano, padres de Catalina de Salazar y Palacios; Juan de Palacios y Salazar, cura que desposó a Miguel de Cervantes con Catalina de Salazar y Palacios, y María de Salazar, que casó con Juan de Salazar. Por el apellido García de Salazar, Catalina descendía de Lope García de Salazar, que el año 1232, ante el Rey Fernando III de Castilla el Santo, venció al moro de Berbería (en un combate que duró desde la tercia a las vísperas, total 9 horas), que tenía un escudo colorado con trece estrellas doradas, armas que fueron concedidas por el Rey al vencedor, para él y sus descendientes.

## Biografía

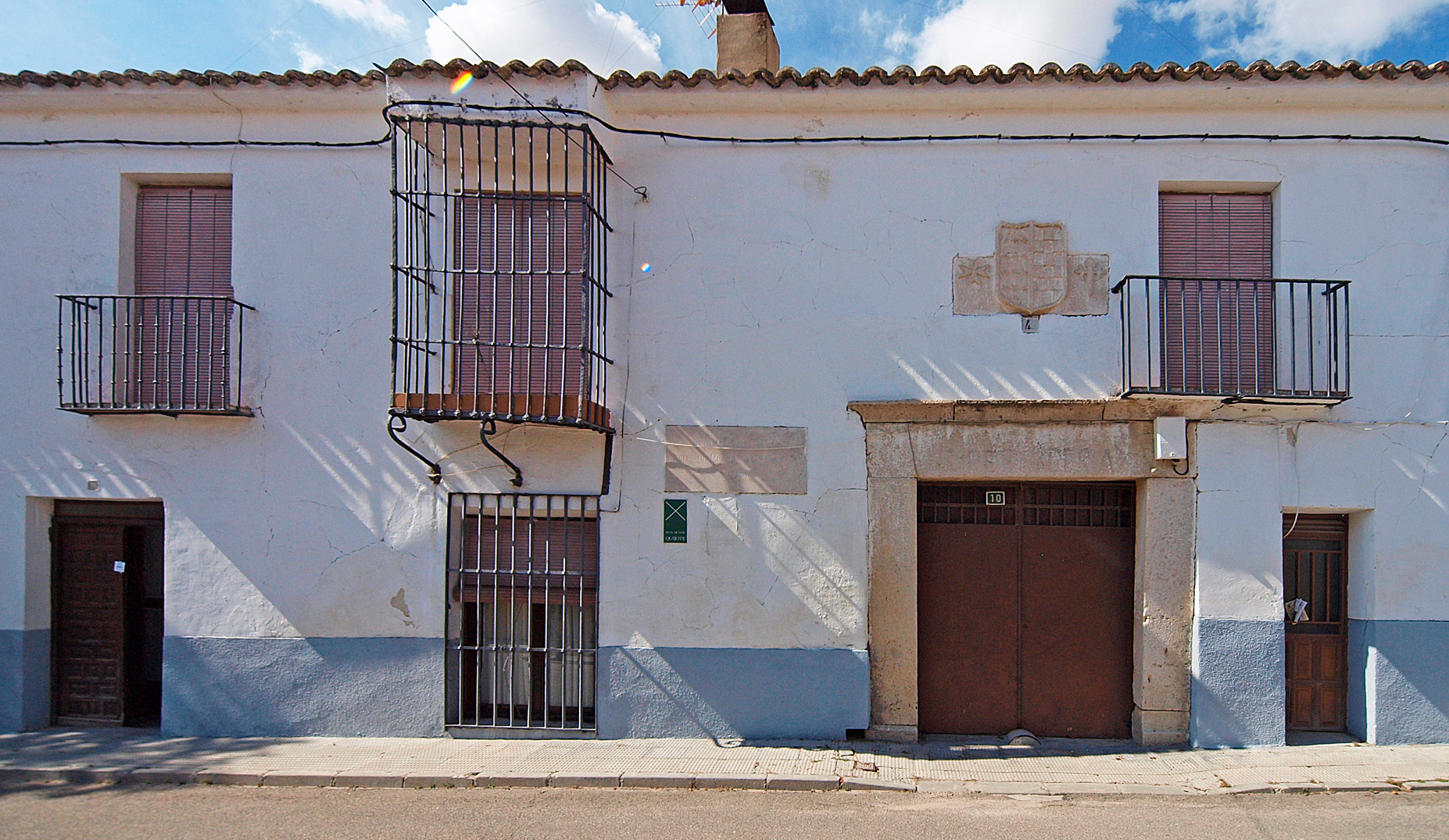
Vivienda Natal de Catalina de Salazar y Palacios

El matrimonio conformado por Hernando de Salazar y Vozmediano y Catalina de Palacios y Salazar tuvo cinco hijos siendo Catalina el segundo de ellos. Fue bautizada el 12 de noviembre de 1565 en la Iglesia Parroquial Santa María del Lugar de Esquivias. Su padrino de bautismo fue el cura don Juan de Palacios y Salazar, tío materno de la bautizada, actuando como testigos: Alonso Palomo, casado con Bárbara Martín, y Baltasar Ximénez, primogénito de esta prolífica familia de Hidalgos del Lugar de Esquivias; siendo el cura propio del Lugar don Pedro de Huete:
Al margen: Catalina.

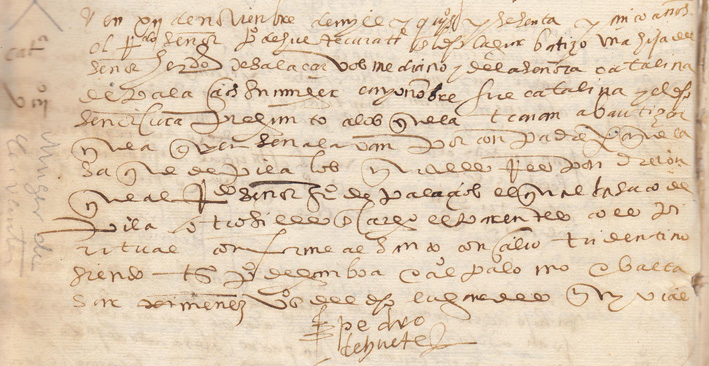
Bautismo de Catalina de Salazar y Palacios

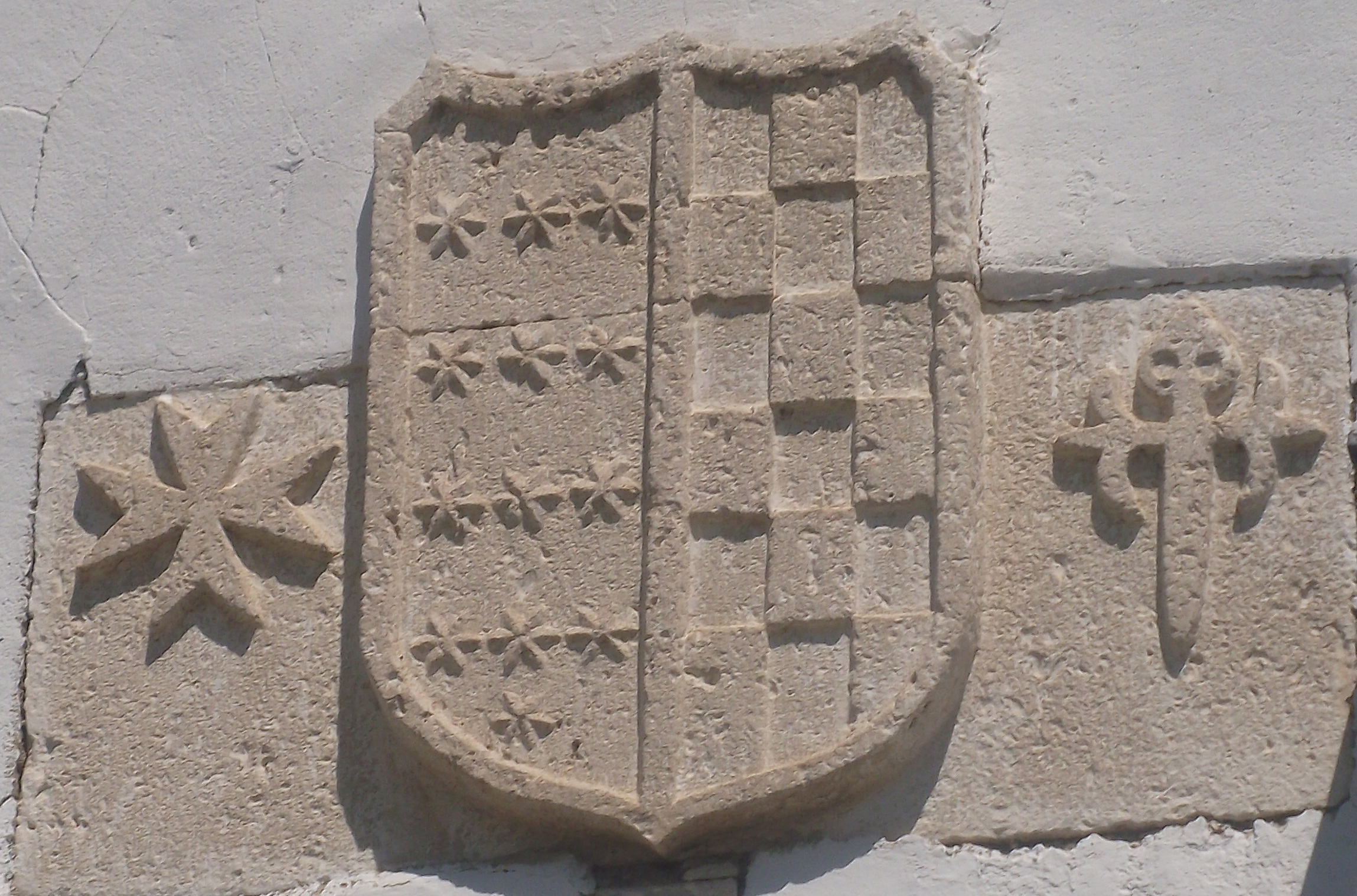
Escudo de Salazar y Vozmediano.

“En xii de noviembre de myl y quinientos y Sesenta y cinco años el Reverendo Señor Pedro de Huete cura teniente del dicho lugar batizo una hija del Señor Hernando de Salazar Vozmediano y de la Señora Catalina de Palacios Su muger cuyo nombre fue Catalina y el Señor Cura pregunto a los que la traían a bautizar que a quyen Señalavan Por conpadres que la saquen de pila los quales Respondieron Que al Reverendo Señor Juan de Palacios el Qual la tuvo de Pila otrosi el encargo el parentesco espiritual conforme al Santo concilio tridentino siendo testigos Pedro de Gamboa e Alonso palomo e Baltasar
Ximenez Vezinos del dicho Lugar de Esquivias. Pedro de Huete"
Los hermanos de Catalina de Salazar y Palacios, fueron: 
Nicolás, bautizado el 24 de diciembre de 1563, siendo sus padrinos que lo sacaron a la pila: Blas Chirino de Loaysa y su esposa Fabiana de Palacios, prima de doña Catalina de Palacios y Salazar. Como testigos, actuaron Francisco de Palacios, don Juan de Palacios y Pedro de Gamboa, Sacristán, oficiendo el cura propio del Lugar, Pedro de Huete. Nicolás falleció a la edad de 13 años.
Gonzalo, bautizado el 16 de febrero de 1573, siendo su madrina doña María de Salazar, casada con Juan de Salazar, y hermana menor de doña Catalina de Palacios y Salazar, celebrando el bautizo don Alonso de Cáceres, teniente de cura beneficiado. Gonzalo falleció antes de cumplir los dos años de edad.
Francisco, bautizado el 2 de septiembre de 1577, siendo sus padrinos don Juan de Salazar y doña María de Salazar. Los testigos de bautismo fueron los hermanos Luis de Salazar y Francisco Urreta de Salazar, parientes en quinto grado de consanguinidad con doña Catalina de Palacios y Salazar.
Fernando, bautizado el 16 de octubre de 1581, siendo sus padrinos Francisco Marcos, Sacristán Mayor de la parroquia del Lugar de Esquivias, que lo era desde primero de agosto de 1579, y  Alonso Martín, hijo de una familia de pecheros de más relación de amistad con la familia de Salazar y Palacios. 

### Infancia y juventud
La infancia y juventud de Catalina de Salazar y Palacios discurrió en el Lugar de Esquivias. Coser, bordar y otras labores del hogar completaban su tiempo, en compañía de sus primas: Isabel de Briviesca, hija de su prima Jerónima de Salazar y de Juan de Briviesca; María de Salazar, o de Salazar y Palacios, hija de Juan de Salazar y de María de Salazar, o de Palacios y Salazar, hermana de su madre; María de Guzmán, hija de su prima Isabel de Cárdenas y de Francisco de Guzmán.

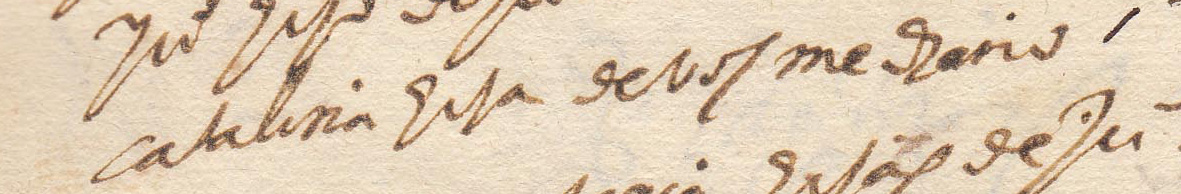
Confirmación de Catalina "hija de Vozmediano"

El 13 de febrero de 1583, el obispo don Pedro de la Calçada celebró las Confirmaciones en el Lugar de Esquivias, para aquellas personas que no hubieran recibido antes este Sacramento. Catalina había sido confirmada cuando contaba la edad de año y medio, aun así, en esta ocasión, a la edad de 17 años, lo recibió con pleno conocimiento, motu proprio, junto a 127 personas; entre ellas se encontraban: Doña Catalina de Palacios y Salazar; Francisco y Fernando, hermanos de Catalina, de edad de cinco y un años; Isabel de Briviesca; María de Guzmán; María de Gaona, hija de Hernando de Gaona y de Luisa de Godoy; Catalina Carrasco, de 10 años de edad, hija de Cosme Carrasco; Lucía y María, criadas de Hernando de Salazar y Vozmediano; Lucía de Uxena y Sabina de Uxena, hijas de Alonso de Uxena.
Un hecho luctuoso sucedió en el seno de la familia de Salazar y Palacios: el 6 de febrero de 1584, falleció don Hernando de Salazar y Vozmediano, padre de Catalina, dejando la hacienda familiar sumida en múltiples deudas. 

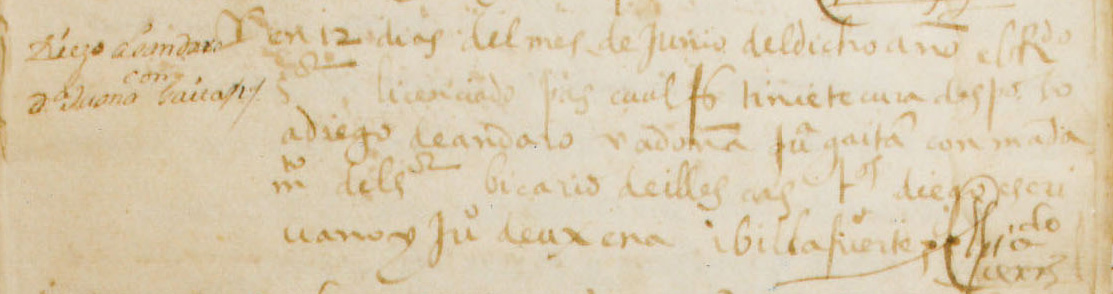
Desposorios de Juana Gaytan y Diego de Hondaro

Otro hecho luctuoso que ocurrió en el entorno de Catalina, fue que a finales del mes de marzo de dicho año, falleció en Madrid don Pedro Laínez, esposo de doña Juana Gaytan. A partir de esta fecha, ya que no tenían descendencia, doña Juana se traslada al Lugar de Esquivias a casa de sus tíos doña Isabel de Sosa y don Pedro Villafuerte, para hacerse compañía mutuamente. Pero doña Juana Gaytán no cayó en el desaliento, y el 12 de junio del mismo año, se desposó en la iglesia de Santa María del Lugar de Esquivias, con el joven Diego de Hondaro (Ondaro), debiendo obtener una licencia especial del vicario de Illescas, al haber transcurrido tan sólo dos meses y medio desde que enviudó de Pedro Laínez:
Al margen: Diego de ondaro con Juana Gaitan.
“En 12 días del mes de junio del dicho año (1584) el Reverendo Señor licenciado Pasqual Gutiérrez tiniente cura desposo a Diego de andaro y a Doña Juana gaitan con un mandamiento del Señor Vicario de illescas. testigos Diego escribano y Juan de uxena i billafuerte. Licenciado gutierrez”

### Matrimonio con Cervantes
A mediados de septiembre de 1584, Catalina, soltera, de edad de 18 años, conoció a Miguel de Cervantes cuando este acudió a la residencia de Juana Gaitán, viuda de Pedro Lainez, amigo de Cervantes, con la intención de recoger un poemario, "el Cancionero", del que era autor su amigo difunto, y publicarlo. Para ello, el día 22 de septiembre de dicho año, sábado, Juana Gaitán firmó un poder en favor de Miguel de Cervantes, en presencia del procurador Ortega Rosa, llegado de Madrid expresamente para este acto.
Durante este periodo, Juana Gaitán presentó a Catalina, al futuro autor de Don Quijote. Tres meses más tarde, Cervantes y Catalina se desposaron en la Parroquia de Santa María de la Asunción del Lugar de Esquivias, aunque no se celebraron sus velaciones, de conformidad a lo contemplado en el Concilio de Trento. 
Texto del Acta de los desposorios de Cervantes y Catalina:

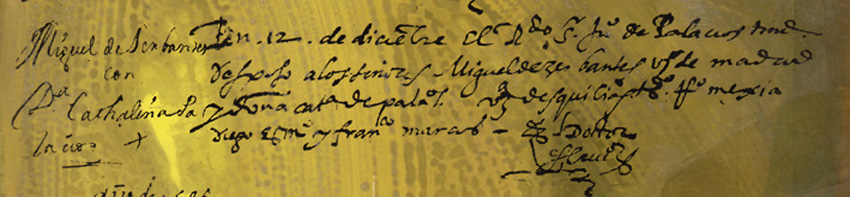
Desposorios de Cervantes y Catalina

Al margen: Miguel de Servantes con Cathalina Palacios.
"En 12 de diciembre (1584) El Reverendo Señor Juan de Palacios tiniente desposó a los señores Miguel de Zerbantes vezino de Madrid y doña Catalina de Palacios vezina desquivias testigos Rodrigo Mexia Diego Escribano y Francisco Marcos.             El Doctor Escrivano."
De los testigos: Rodrigo Mexía era en ese año, Alcalde de Esquivias por el estado de los Hidalgos del Lugar; en cuanto a Diego Escribano, se trataba de un sobrino del cura propio del Lugar, don Juan Sanz Escrivano, que firmaba como Doctor Escribano; En cuanto a Francisco Marcos, se trata del Sacristán Mayor de la iglesia de Santa María del Lugar de Esquivias.
En las Actas de bodas halladas en los archivos parroquiales del Lugar de Esquivias, en ninguna de ellas figura algún pariente de los contrayentes, siendo que tan sólo se anotaban los testigos, que, nunca, tenían relación parental con los mismos, y solo lo hacían para dar fe del acto religioso, de conformidad a las normas establecidas en el Concilio Tridentino (1545/1563).
El matrimonio vivió en la casa de la familia de Catalina junto a la madre.
En 2 de diciembre de 1585, Cervantes se halla en Sevilla, dónde firmaría unos documentos percibiendo por ello la cantidad de 204.000 maravedis, prestados por Gómez Carrión, con la condición de devolverlos en el plazo de seis meses. 
El 26 de diciembre de 1585, se desposan en la iglesia de Santa María del Lugar de Esquivias, Gonzalo de Guzmán y Salazar, hijo de Isabel de Cárdenas, prima de Catalina, y de Francisco de Guzmán, (y hermano de María de Guzmán, confidente de Catalina de Salazar y Palacios), con Elvira Dávalos y Toledo, sobrina del cura de Santo Tomé de Toledo, don Andrés Núñez de Madrid (meses después, don Andrés Núñez encargó a El Greco pintar el Cuadro del Entierro del Conde de Orgaz. En dicha boda coincidieron Miguel de Cervantes y don Andrés Núñez de Madrid:

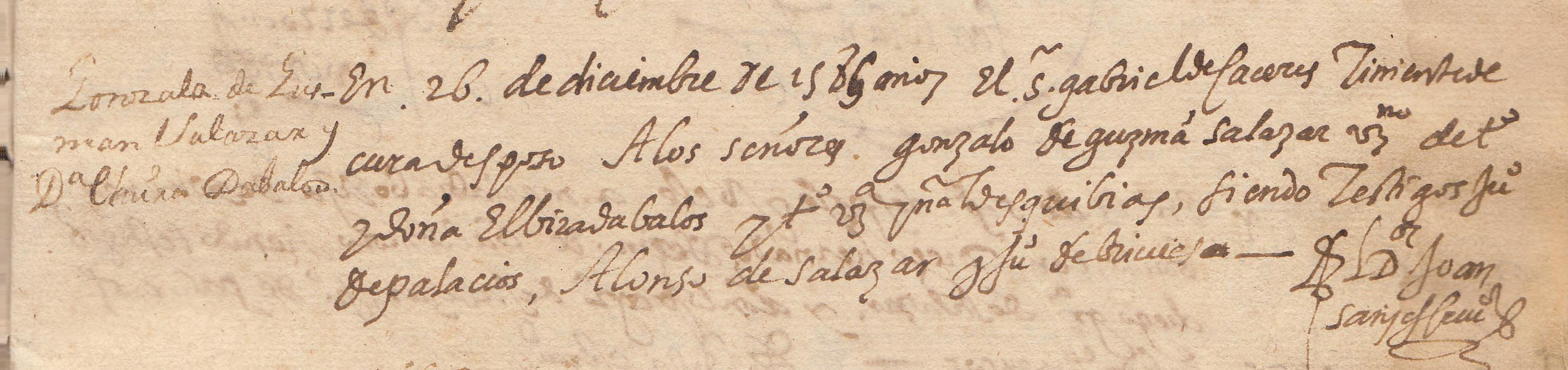
Desposorios de Gonzalo Guzmán y Elvira Dávalos

Al margen: Gonzalo de Guzmán Salazar y Doña Elvira Davalos.
“En 26 de diciembre de 1585 años el Señor gabriel de Caceres tiniente de cura desposo A los señores gonzalo de guzman Salazar vezino de Toledo y doña Elvira Davalos y Toledo vezina y natural desquivias, siendo testigos Juan de palacios, Alonso de Salazar y Juan de Briviesca. El Doctor Juan Sanz Escrivano”
El 16 de enero de 1586, se celebra el acto de las Velaciones de Cervantes y Catalina, en la iglesia de San Martín de Madrid, en dónde Cervantes había sido parroquiano. Dice el 

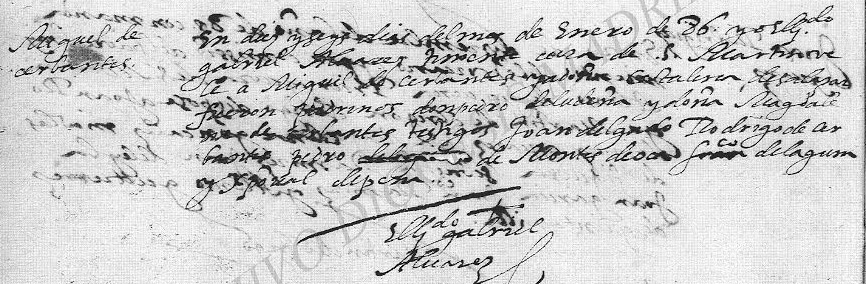
Acta de Velaciones de Cervantes y Catalina

Acta: "Al margen: Miguel de Cervantes. "En diez y seys días del mes de enero de 86 yo el Licdo. Gabriel Álvarez teniente cura de S. Martin vele a Miguel de Cerbantes y a doña Catalina de Salazar fueron padrinos don pedro de ludeña y doña Magdalena de Cerbantes testigos Joan delgado Rodrigo de Cervantes pedro (enmendado) de Montes de oca, Franco de laguna y Cristobal de pena". Licdo. gabriel Álvarez.
El 29 de marzo de 1586, Doña Catalina de Palacios, madre de Catalina de Salazar, vende una suerte de majuelo y con el importe de la venta paliar los gastos que llevan a Cervantes a liquidar la deuda que tenía contraída con Gómez Carrión.

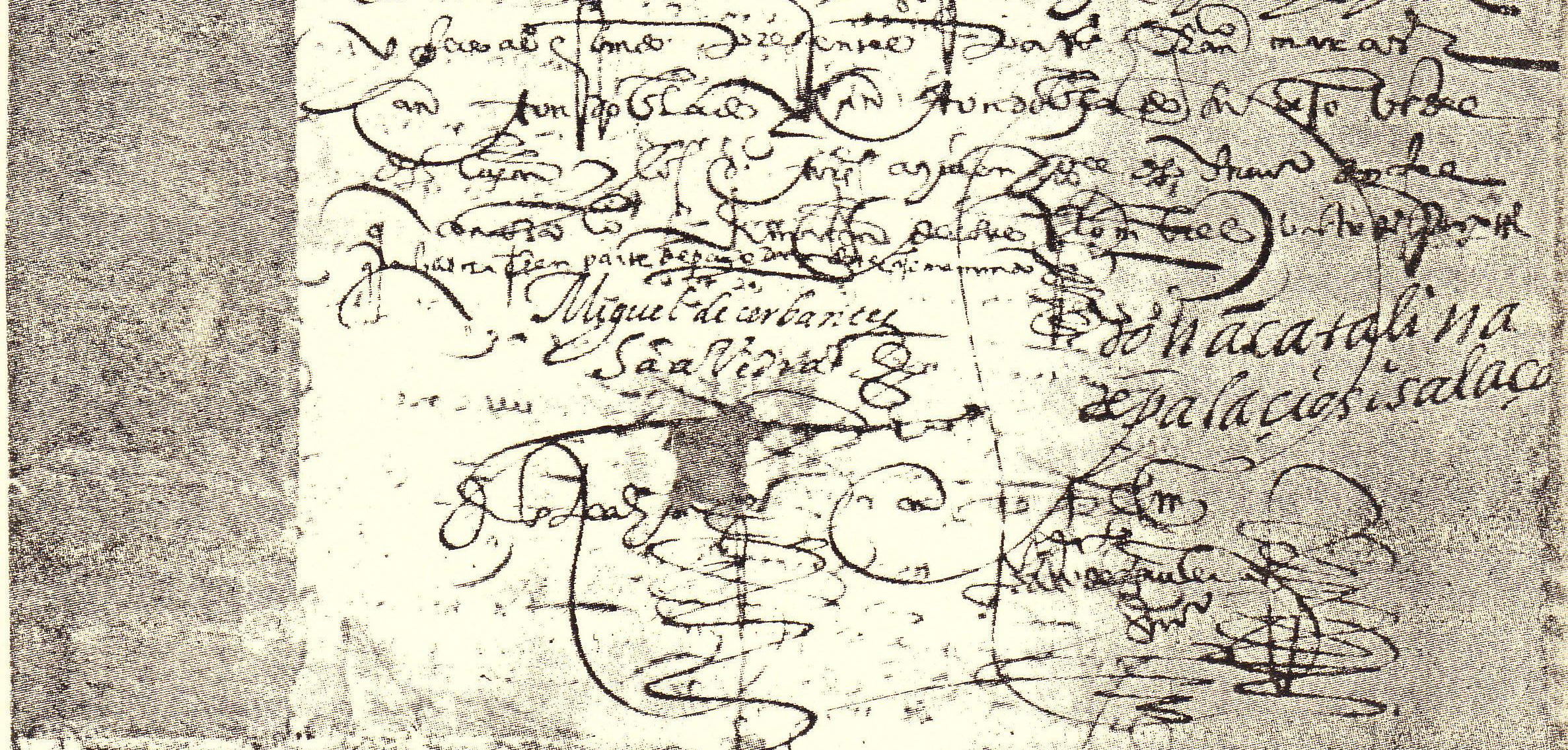
Firmas de Cervantes y Catalina en Carta Dotal

Una vez celebradas las Velaciones de Cervantes y Catalina, el 9 de agosto de 1686 se formaliza la Carta Dotal entre este matrimonio, aportando Cervantes los 100 ducados que tenía prometidos. Ese mismo día y antes el mismo escribano público, doña Catalina de Palacios y Salazar, madre de Catalina, otorga un amplio poder en favor de Miguel de Cervantes, su yerno, para que este pueda ejercer cuantos negocios precise en nombre de la familia de Salazar y Palacios, sobre sus propiedades.
El 25 de octubre de 1586, Cervantes y Catalina apadrinan en el bautizo de Juan, hijo de Simón Hernández, comerciante en vinos y amigo de Miguel de las tertulias del Mesón de El Vizcaíno (Quijote) del Lugar de Esquivias, y de Francisca María Romana, pariente de doña Juana Gaytán.
Al margen:  Juan

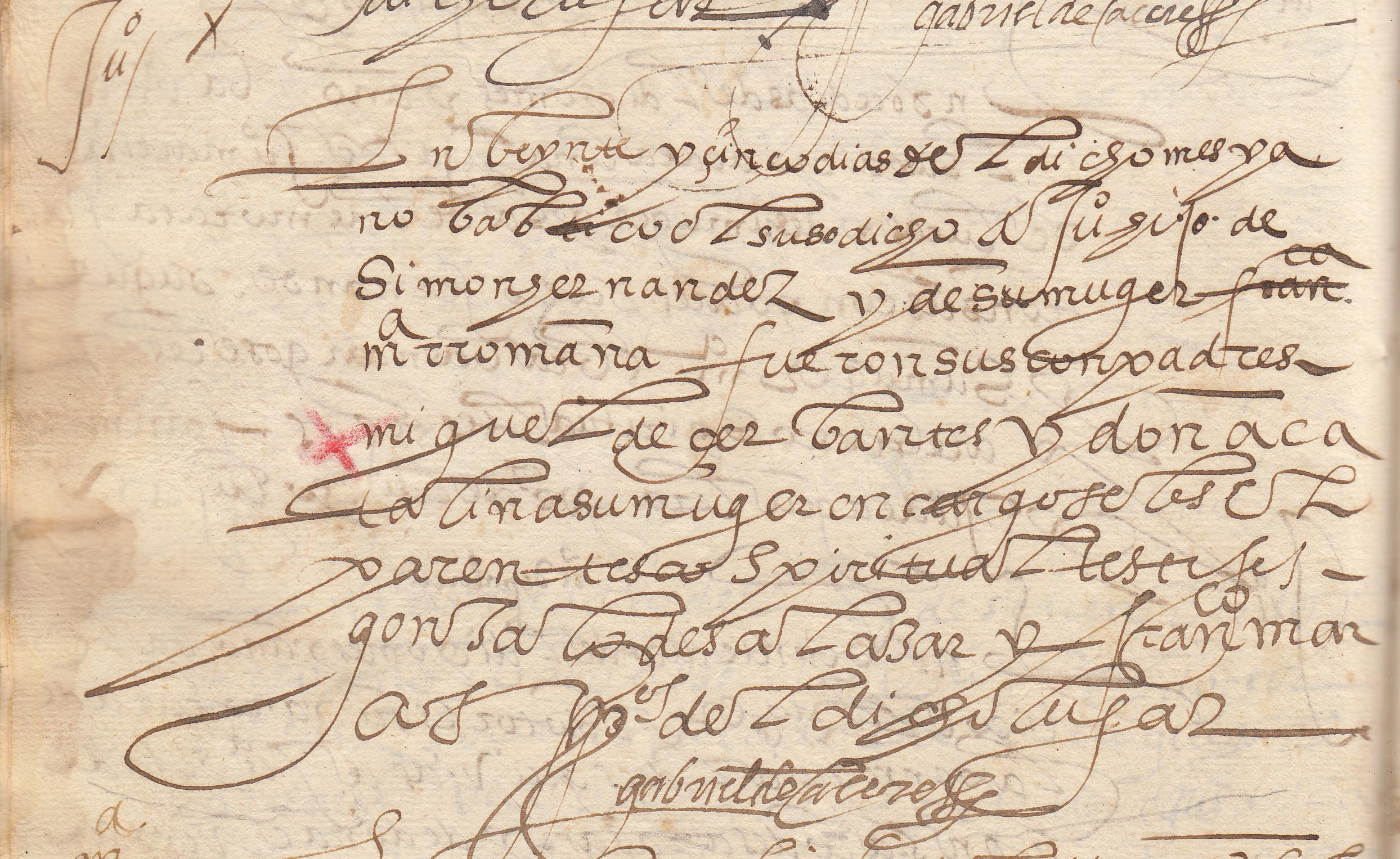
Acta de Bautismo de Juan. Padrinos Cervantes y Catalina

“En veynte y çinco días del dicho mes y año (octubre de 1586) babtizo el susodicho a Juan hijo de Simon Hernández y de su muger francisca maria rromana fueron sus conpadres miguel de cervantes y doña catalina su muger encargoseles el parentesco spiritual testigos Gonzalo de Salazar y francisco marcos vecinos del dicho Lugar.  gabriel de Caceres”.
El postrero día del mes de diciembre de 1586, amaneció con una luctuosa noticia: había fallecido Juana Lorenzo, a la edad de 15 años. Juana Lorenzo era hija de Juan Lorenzo y de doña Ana Lorençana, hermana de doña Petronila de la Cuadra, y esta a su vez esposa de don Rodrigo Mexía Quixada y Salazar. La relación de amistad con Juana Lorenzo era mayor, al hallarse esta muy unida a Aldonza de Cárdenas, hija de Isabel de Cárdenas, prima de Catalina de Salazar. El entierro de Juana se celebró el 1 de enero de 1587:

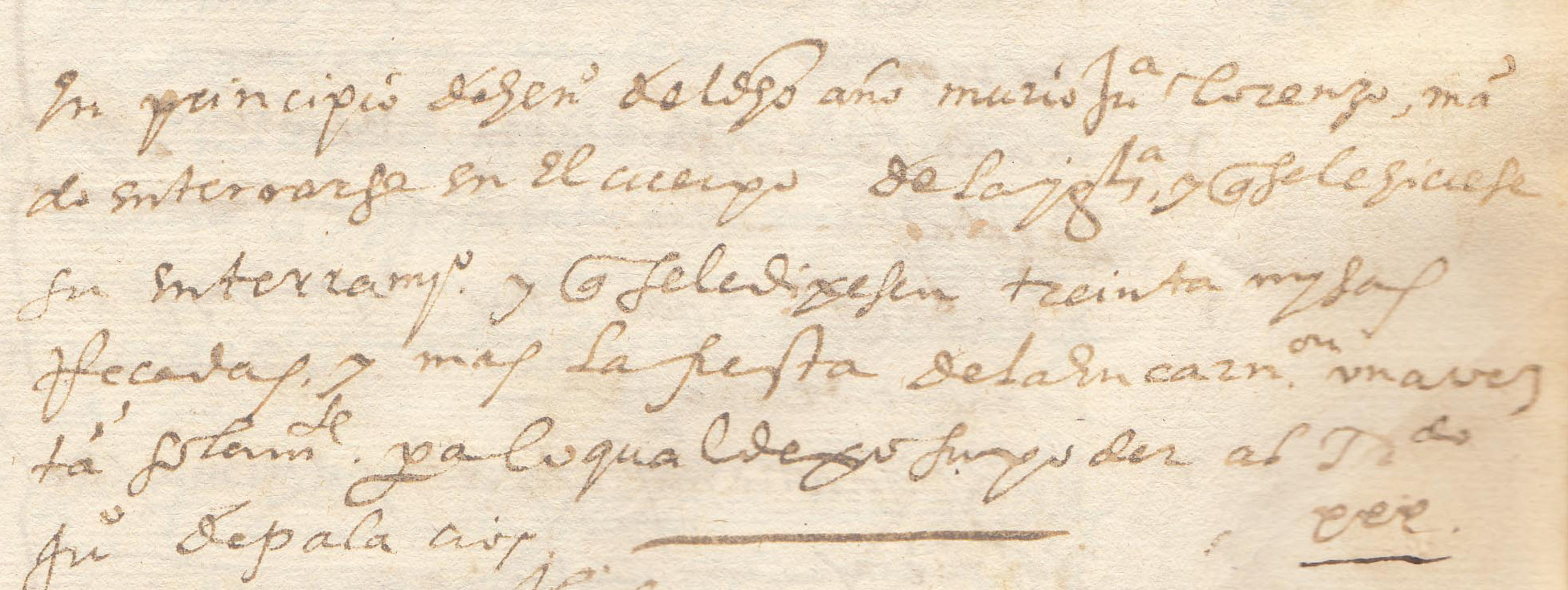
Acta de defunción de Juana Lorenzo

“En principio de Enero del dicho año (1587) murió Juana Lorenzo, mádo enterrarse en El cuerpo de la iglesia, y que se le hiciese su enterramiento y que se le dixesen treinta misas Reçadas y más la fiesta de la Encarnación una vez tá solamente pa lo qual dexo su poder al Reverendo Juan de Palacios”.
Un feliz acontecimiento sucedió a mediados del mes de enero de 1587: el nacimiento de María, hija de Juan de Uxena y de Ana Rodríguez. El bautizo se celebró el 26 de dicho mes, siendo los padrinos, que la sacaron a la pila: don Juan de Palacios y doña María de Salazar, su hermana, tíos maternos de Catalina de Salazar y Palacios. El nacimiento de esta niña representó para Catalina un importante apoyo moral, ante la ausencia de hijos naturales en su matrimonio. Catalina tendría en cuenta a María de Uxena en el futuro. 

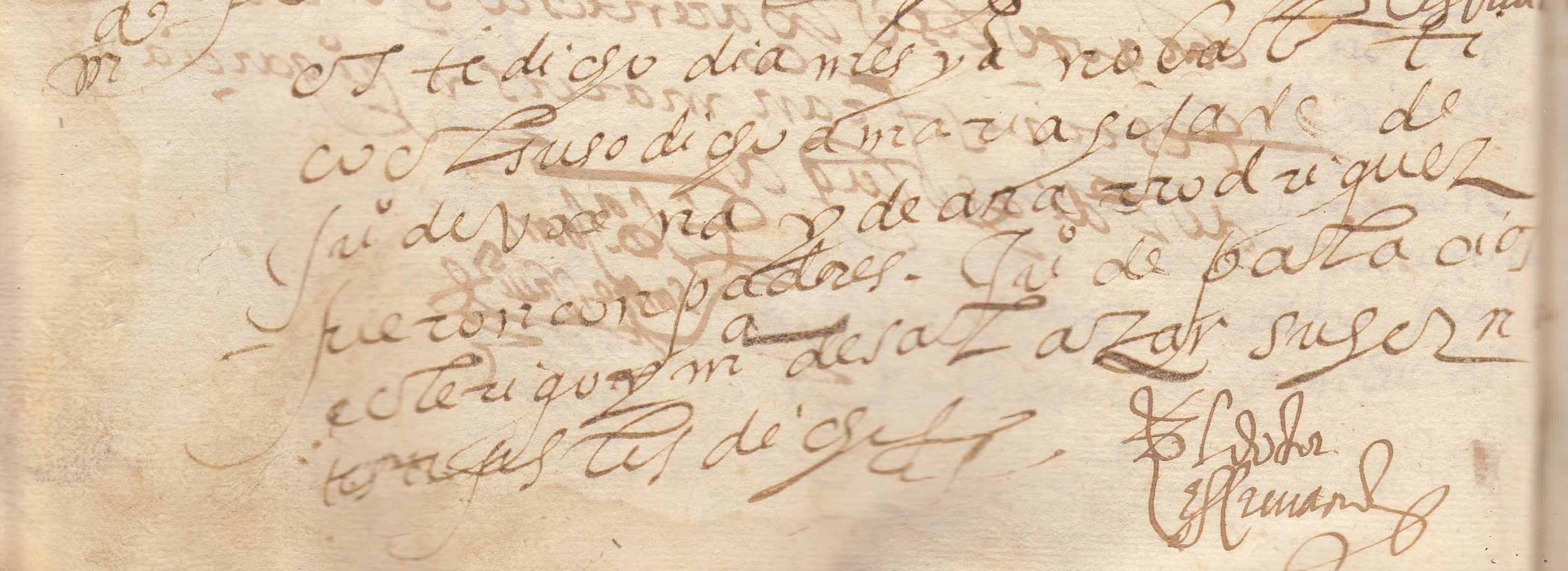
Bautizo de María de Uxena

Dice el Acta de bautismo: “este dicho dia mes y año babtiço el susodicho a maria hija de Juan de Uxena y de ana rrodriguez fueron conpadres Juan de Palacios, clérigo y maria de Salazar su hermana testigos los dichos señores.      El Licenciado Hernández”.

### Los prolongados viajes de Cervantes
Un hecho paralelo sucedió en el Lugar de Esquivias, que tendría una inesperada relevancia en el futuro para el matrimonio formado por Miguel de Cervantes y Catalina de Salazar: El 23 de abril de 1587, pernoctó en el Lugar de Esquivias la comitiva Real que llevaba las reliquias de Santa Leocadia desde la ciudad belga de Saint Ghislain a Toledo. Cervantes decidió acompañar a la comitiva hasta la Ciudad Imperial, consiguiendo ser nombrado Comisario Real de Abastos, para dotar de víveres a la Armada Real que se hallaba anclada en Lisboa, preparándose para una contienda con la Reina Isabel de Inglaterra. Al volver a Esquivias, Cervantes comunicó a su esposa que debía partir de inmediato, a primeros de mayo, por lo que, el 28 de abril de 1587, otorgó mediante un documento, poderes a Catalina para administrar y disponer de la hacienda en su ausencia. A partir de estas fechas, la incertidumbre se ceba en la mente de Catalina. Cervantes se halla normalmente de viaje por Andalucía, y las visitas y estancias en el Lugar de Esquivias, se hacen cada vez más espaciados. 
No obstante, Catalina hacía una vida social, asistiendo a bautizos, desposorios, etc: A mediados del mes de junio de 1587, fallece Aldonza de Cárdenas, de edad de 16 años, hija de su prima Isabel de Cárdenas. Aldonza se halla muy unida a Juana Lorenzo.
El 9 de abril de 1588, Catalina apadrina, junto con su primo Diego García de Salazar, a una niña de nombre Susana, hija de Simón Hernández y de Francisca María Romana. A otro  

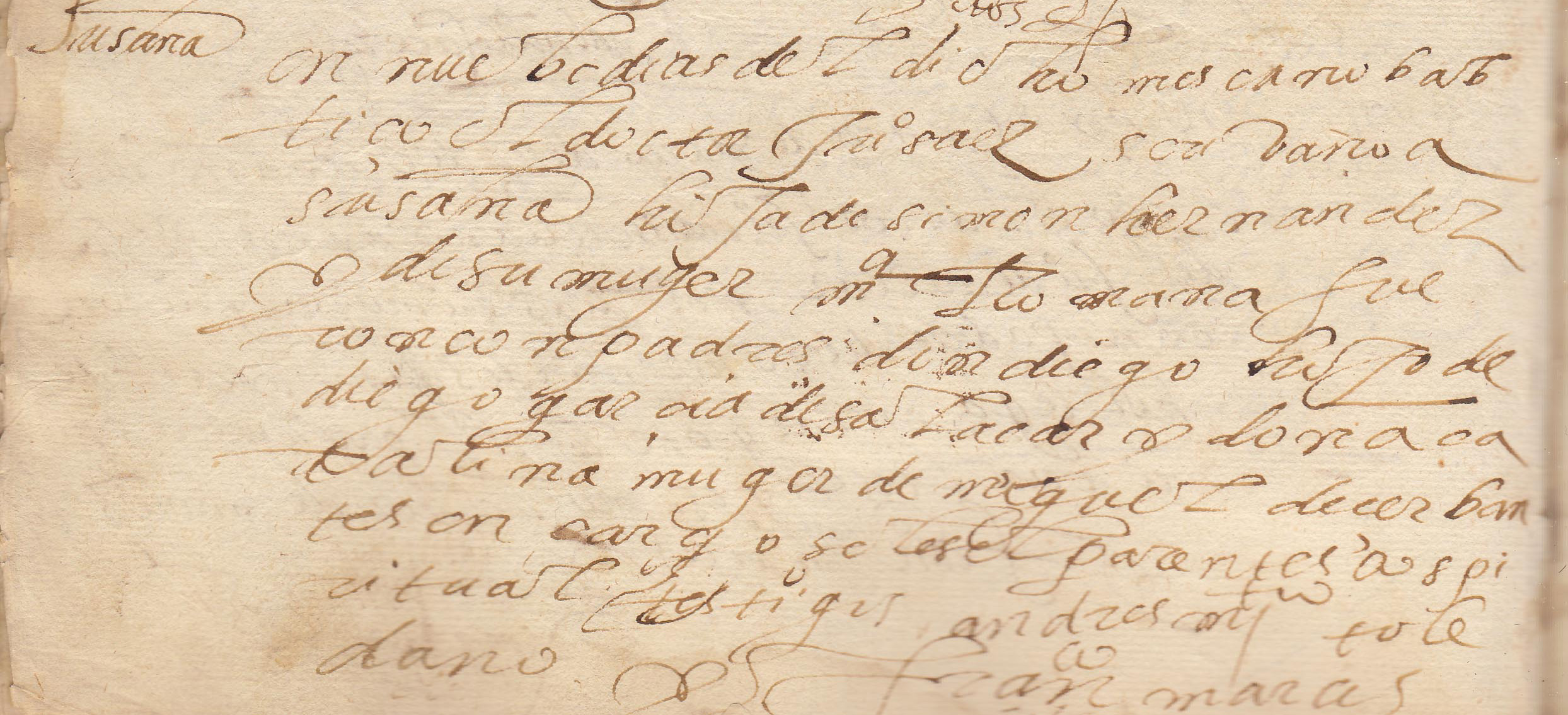
Bautizo de Susana, Madrina Catalina

hijo de este matrimonio, de nombre Juan, ya le apadrinaron Cervantes y Catalina en su bautismo. Así consta en el Acta: 
"en nueve días del dicho mes y año (abril de 1588) Babtizo el Doctor Juan Sanz Scrivano a Susana hija de Simón Hernández y de su mujer María Romana fueron conpadres Don Diego hijo de Diego García de Salazar y Doña Catalina muger de Miguel de Cervantes encargoseles el parentesto spiritual testigos Andres Martin Toledano y Francisco Marcos. El doctor Juan Sanz Escrivano".
Queda patente en esta Acta, que Catalina hace figurar ser esposa de Miguel de Cervantes, aun en su ausencia.
El 30 de abril de 1588, falleció doña Catalina de Palacios y Salazar, a la edad de 45 años, siendo enterrada el domingo uno de mayo en la iglesia parroquial del Lugar de Esquivias, aunque, por la situación caótica que sufría esta familia, no pudieron pagarse los legados que dejó mandados en sus últimas voluntades. Miguel de Cervantes llegó a Esquivias a mediados del mes de junio, permaneciendo en el Lugar más tiempo de lo habitual desde que fue nombrado Comisario General de Abastos.
Dice el acta de defunción de doña Catalina de Palacios:

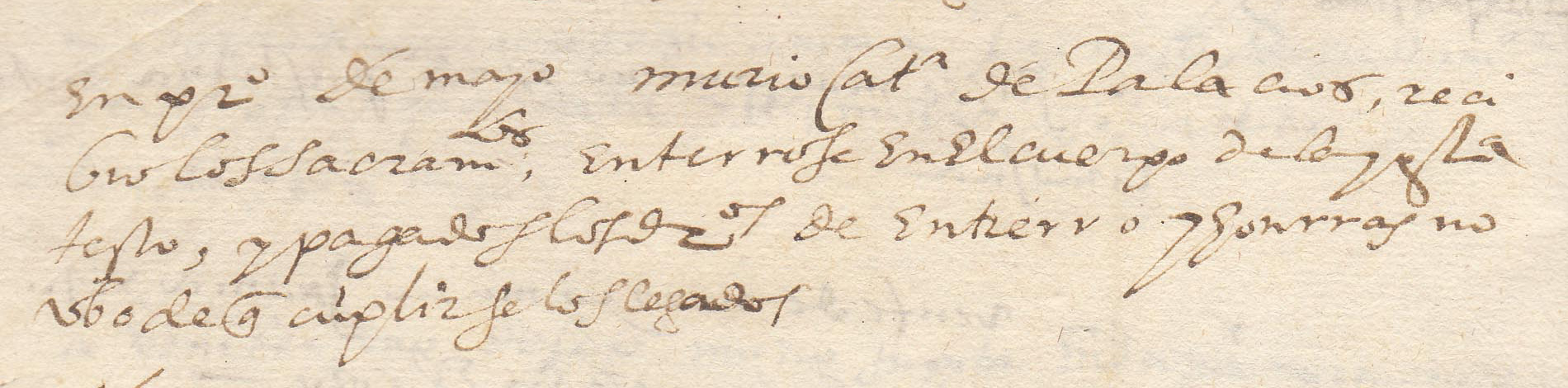
Acta de defunción de Doña Catalina de Palacios

"En primero de Mayo (1588) murió Catalina de Palacios, recibió los Sacramentos. Enterrose en el cuerpo de la Yglesia testo, y pagados los derechos de Entierro y honras no ubo de que cumplir los legados".
En ocho de noviembre de 1588, fallece doña Ysabel de Montoya, esposa de Diego García de Salazar, primo de en cuarto grado de Catalina de Salazar y Palacios.
El 15 de enero de 1589, es bautizado Melchor, hijo de Andrés Sánchez y Ana Martín, pariente de doña Juana Gaytan, siendo sus compadres, Catalina de Salazar y Palacios y don Diego García de Salazar, hijo de la difunta Ysabel de Montoya.
Dice esta Acta de bautismo:
Al margen: Melchor.

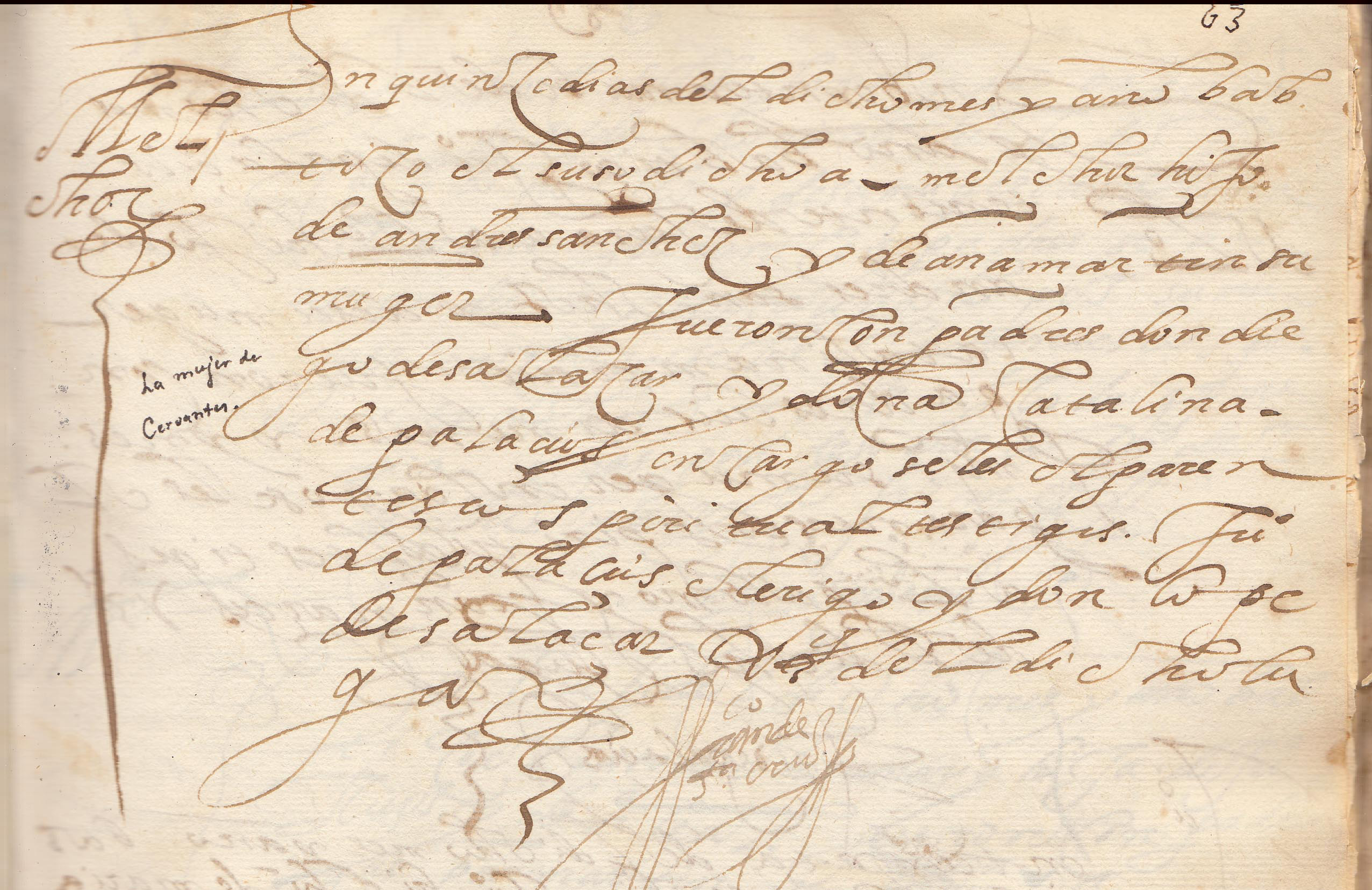
Bautismo de Melchor. Madrina Catalina
"en quinze días del dicho mes y año (enero de 1589) babtizo el susodicho a Melchor hijo de Andres Sánchez y de Ana Martín su muger fueron conpadres Don Diego (García) de Salazar y doña Catalina de Palacios encargoseles el parentesco spiritual testigos Juan de Palacios clérigo y don Lope (García) de Salazar vecinos del dicho Lugar. Francisco de Santa Cruz".
De nuevo Catalina de Salazar, el 14-IV-1589, actúa de madrina del bautizo de una niña en Esquivias:
Al margen: Catalina.

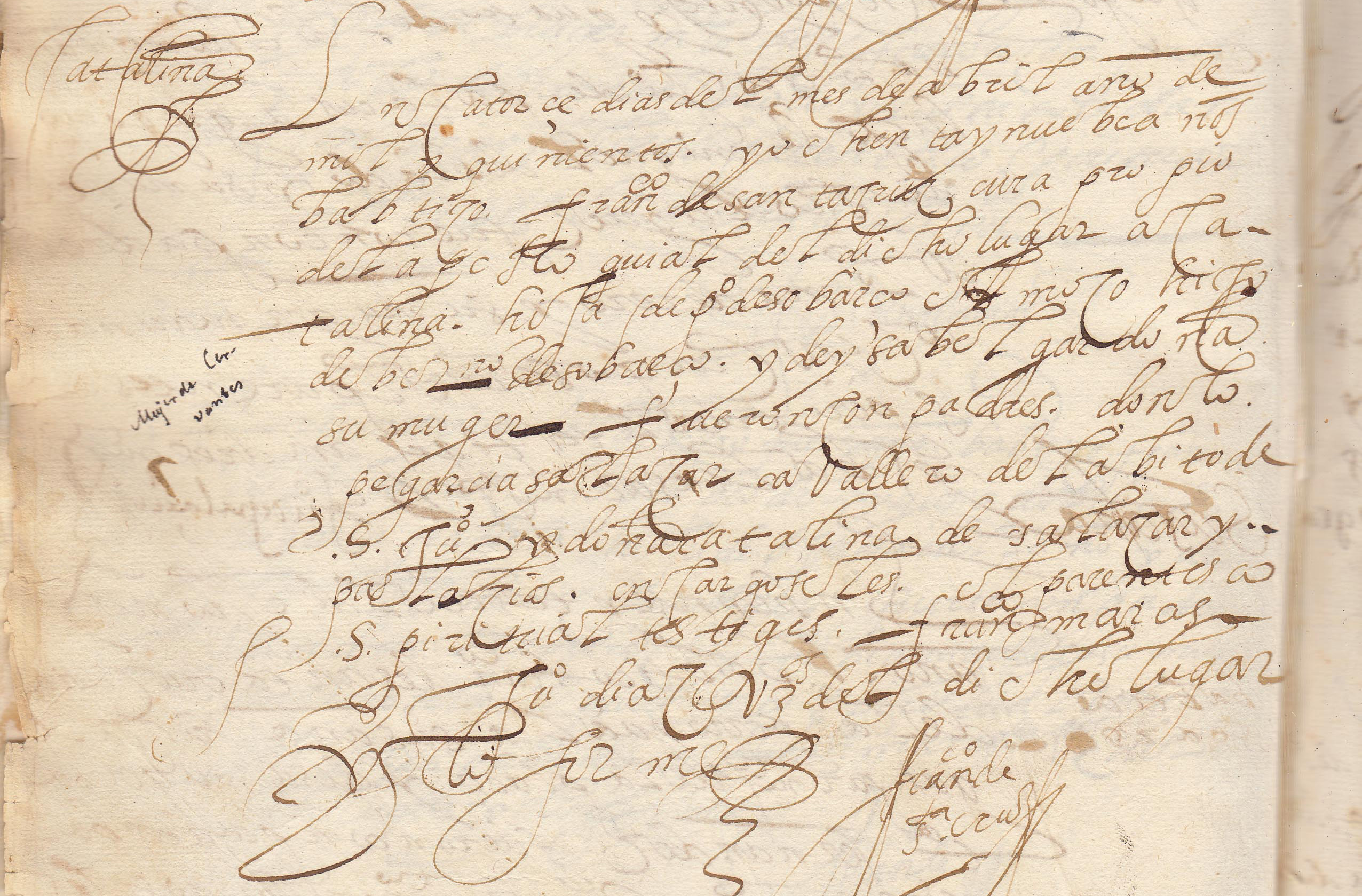
Bautismo de Catalina de Sobarço. Madrina Catalina

"En catorçe días del mes de abril año de mill y quinientos y ochenta y nueve años babtizo Francisco de Santa Cruz cura propio de la parroquial del dicho Lugar a Catalina hija de Pedro Sobarço el mozo hijo de Bernardino de Sobarço y de Ysabel Gardoña su muger fueron compadres Don Lope García de Salazar cavallero del abito de San Juan y Doña Catalina de Salazar y Palacios encargoseles el parentesco spiritual testigos Francisco Marcos y Juan Diaz vecinos del dicho Lugar y lo firme.  Fco. de Santa Cruz".
Mientras tanto, las visitas que hace Miguel de Cervantes a la Corte, son cada vez más espaciadas en el tiempo. Cuando estas se producen, al hallarse Esquivias en el Camino Real de Madrid a Toledo, Cervantes permanece en el Lugar de Esquivias dos o tres días, tanto a la ida como al regreso, partiendo de nuevo a Andalucía.
El 31 de julio de 1590, Cervantes otorga un nuevo poder en favor de su esposa Catalina, y también de su hermana Magdalena de Cervantes, en el que las hace constar como "vezinas de Madrid". Con este poder, Cervantes se asegura de que no falten recursos para estas familias, en su ausencia, al conceder a su esposa y hermana suficiente capacidad de obrar. Cabe también pensar que Catalina se hallaba viviendo en esas fechas en Madrid, en la vivienda de Magdalena de Cervantes.
Como quiera que doña Leonor de Cortinas, madre de Cervantes, se hallaba enferma, a primeros de octubre de 1593 llega Miguel de Cervantes al Lugar de Esquivias, y de allí parten Cervantes y Catalina a Madrid. Tal como se temía, el 18 de octubre de dicho año fallece doña Leonor de Cortinas, siendo enterrada al día siguiente en la iglesia parroquial de San Martín de Madrid, de donde era parroquiana. Pasados unos días, Cervantes viaja de nuevo a Sevilla para continuar con su trabajo de Recaudador de Impuestos para la Casa Real, no sin antes manifestar a su esposa su deseo de dejar dicha ocupación en el menor tiempo posible.
La existencia de las criadas que tuvo Catalina de Salazar y Palacios, representaron un gran apoyo moral para su persona, sobre todo por las prolongadas ausencias de su esposo: María, Isabel y Lucía hicieron más llevadera su vida. En el caso de Isabel, alternaba su trabajo de criada entre la vivienda de don Juan de Palacios, tío de Catalina, y de su propia casa. El 21-XII-1593, Isabel se desposó con Francisco Portero, pecheros ambos, por lo que, a partir de esta fecha, Isabel quedó como criada solo para la vivienda de don Juan de Palacios.
El 7 de marzo de 1595, Catalina asiste al bautizo de un hijo de Diego Ramírez de Isaba, apodado El Vizcaíno, que regentaba la taberna y la posada que se hallaban situadas en un mismo edificio de la plaza del Concejo del Lugar de Esquivias. Estaba casado El Vizcaíno con Jerónima de Briviesca, hija de Juan de Briviesca y Jerónima de Salazar, prima en cuarto grado de Catalina de Salazar y Palacios.
Uno de los hechos luctuosos que más afectó a Catalina, fue la muerte de su tío, el cura don Juan de Palacios. El Acta de defunción dice:

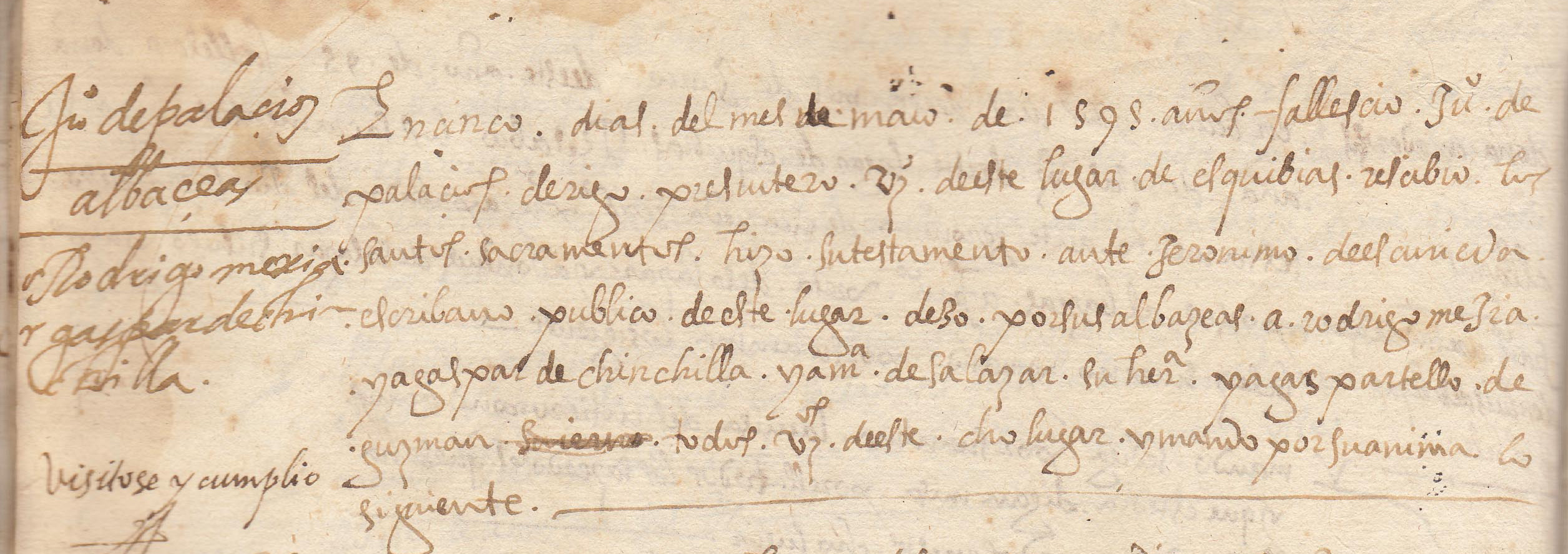
Acta de defunción de Juan de Palacios

Al margen: Juan de Palacios albaceas Rodrigo Mexia y Gaspar de Chinchilla.
"En cinco días del mes de maio de 1595 años fallescio Juan de Palacios clérigo presvitero. Vezino deste lugar de esquivias recibió los Santos Sacramentos. Hizo su testamento ante Jeronimo de Escurieda escribano publico de este lugar dejó por su albazeas a Rodrigo Mexia y a Gaspar de Chinchilla y a Maria de Salazar Su hermana y a Gaspar Tello de Guzmán todos vezinos de este dicho lugar y mando por su anima lo siguiente..."
A partir de esta fecha, la criada de nombre Isabel pasó al servicio de Catalina de Salazar y Palacios.
Días después llegó Cervantes a Esquivias, pues tenía previsto hallarse en la ceremonia donde Francisco de Salazar, su cuñado, iba a tomar los hábitos sacerdotales. 

### Francisco de Salazar y Palacios
Como estaba previsto, el 18 de mayo de 1595, Francisco celebraba su primera misa. En esas fechas debía hacer entrega de los documentos de Bautizo y Confirmación procedentes de la parroquia del Lugar de Esquivias, previos a su ordenamiento; pero Francisco extravió dichos documentos, por lo que Miguel de Cervantes redactó una declaración jurada en la que decía que "conocía a Francisco de Salazar, de hace más de 10 años, y que sabe que se hallaba bautizado y confirmado, porque así se lo había manifestado (a Cervantes) el cura Juan de Palacios". Como consecuencia de dicha declaración hecha por Cervantes, Francisco pudo ser ordenado Sacerdote en la fecha prevista.
A partir de esa fecha, Francisco de Salazar desempeñaría su labor pastoral en el Lugar de Esquivias, como teniente de cura, siendo así mismo designado como Comisario del Santo Oficio.
También, Francisco, heredaría la Capellanía que fundó su bisabuelo, Francisco de Palacios, el viejo, que hasta la fecha de su fallecimiento había ostentado don Juan de Palacios. Pero como Francisco era menor de edad, hubo de presentar un curador de sus persona, que recayó en Andrés Alonso, clérigo presbítero, redactando un documento que corroboró el Alcalde del Lugar, que a la sazón era don Diego García de Salazar. Aun así, como Francisco de Salazar era menor de edad, hubo de presentar un aval, que recayó en don Rodrigo Mexía.
A partir de esta fecha, Cervantes permanece más tiempo en el Lugar de Esquivias, pues ya ha dejado su trabajo de Comisario General de Abastos y de Recaudador de Impuestos para la Casa Real, no obstante de verse obligado a aclarar los ingresos de los recaudado, y entregado al mercader Simón Freire de Lima, para que este lo hiciera llegar a la Casa de su Majestad.
Cervantes vuelve a viajar a Sevilla, para aclarar al juez que llevaba el caso la liquidación de los ingresos que hizo en el año 1592, no hallándose en el entierro de Alonso de Salazar y de Guzmán, hijo de Isabel de Cárdenas, prima de Catalina, celebrándose el entierro el 13 de febrero de 1596. En sus memorias, Alonso de Salazar, que estuvo casado con Francisca Barras, natural de la Villa de Borox, dejó mandadas unas misas por el ánima de Doña Juana mujer de Vasco Ramírez "su padre"...
(se trataba de doña Juana de Isaba, conocida en el Lugar como La Vizcaína, por ser de origen Vasco/Navarro, que estuvo casada con Diego Ramírez, padres del Diego Ramírez de Isaba, ambos conocidos con el sobrenombre de El Vizcaíno.
El 2 de octubre de 1596, Catalina de Salazar y su hermano Fernando, que contaba la edad de 15 años, y ya se hallaba interesado en tomar los hábitos monacales en Toledo, apadrinan el bautizo de Lucas, hijo de Lucas Palomo y de Ana de Morales, hallándose constancia en el Acta de Bautismo:
Al margen: Lucas.

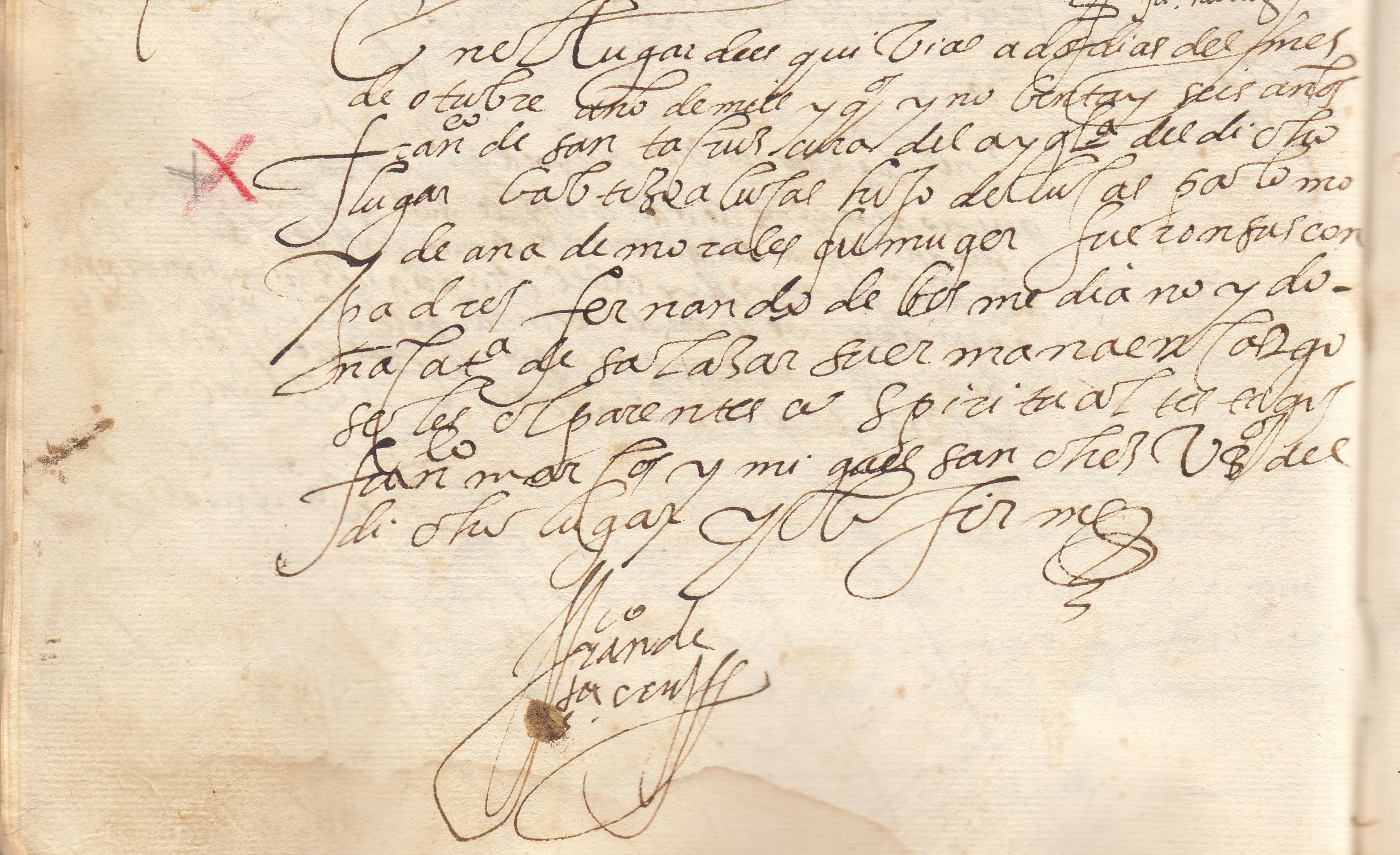
Bautismo de Lucas. Padrinos Fernando y Catalina

"En el Lugar de Esquivias a dos días del mes de octubre año de mill y quinientos y noventa y seis años Francisco de Santa Cruz cura de la Yglesia del dicho lugar babtizo a Lucas hijo de Lucas Palomo y de Ana de Morales su muger fueron sus conpadres Fernando de Vozmediano y doña Catalina de Salazar su ermana encargoseles el parentesco spiritual testigos Francisco Marcos y Miguel Sánchez vezinos del dicho lugar y lo firme.      Fco. Santa Cruz".
El 03-XI-1597, Catalina actúa de madrina de bautismo de Philipa, hija de Pedro de Sobarzo y de Ysabel de Gardoña -habiendo apadrinado también a otra hija de este matrimonio, a la que se le puso el nombre de Catalina, el 14-IV-1589.
Al margen: Philipa.

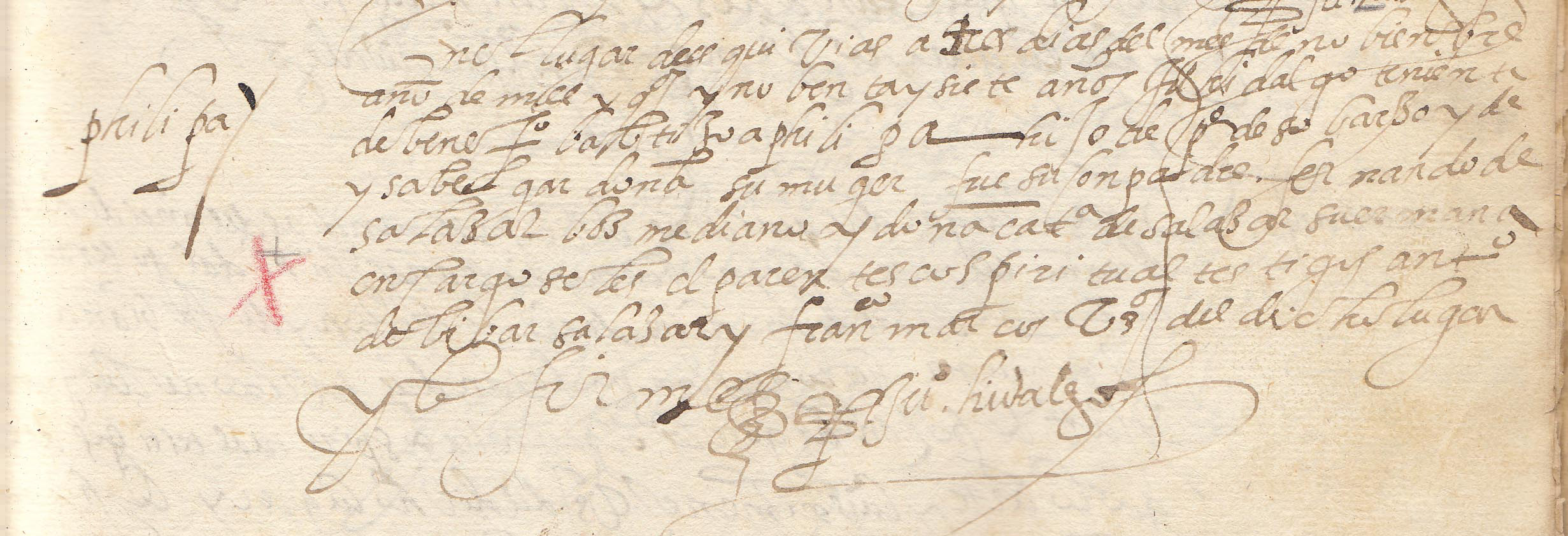
Bautismo de Philipa. Madrina Catalina.

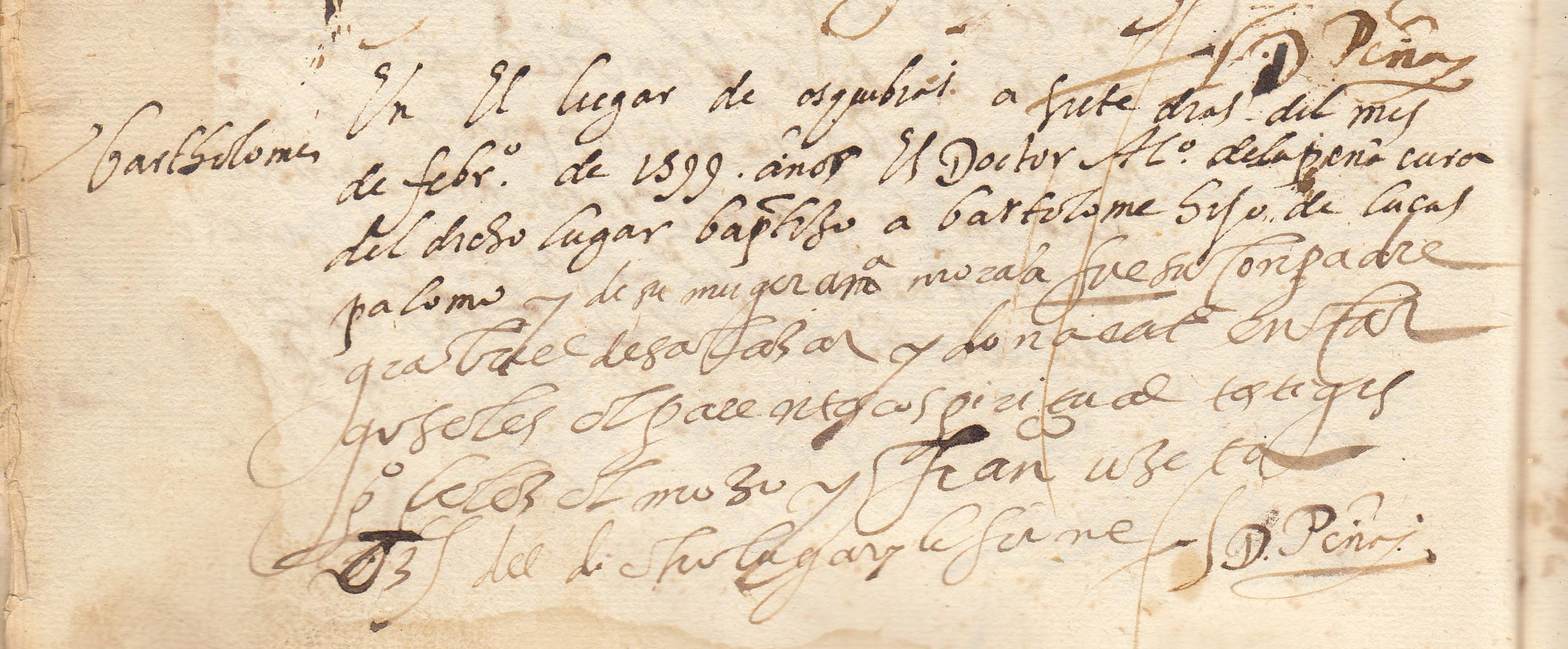
Bautismo de Bartholome. Madrina Catalina

“En el Lugar de Esquivias a tres días del mes de noviembre año de mill y quinientos y noventa y siete años Juan Hidalgo teniente beneficiado babtizo a Philipa hija de Pedro de Sobarzo y de Ysabel Gardoña su muger fueron sus conpadres Fernando de Salazar Vozmediano y doña Catalina de Salazar su ermana encargoseles el parentesco spiritual testigos Antonio de Vivar Salazar y Francisco Marcos vezinos del dicho lugar y lo firme”        Juan Hidalgo.
Y unas fechas antes de la llegada definitiva de Miguel de Cervantes al Lugar de Esquivias:
Al margen: Bartholome.
“En el Lugar de Esquivias a siete días del mes de febrero de 1599 años El Doctor Alonso de la Peña cura del dicho lugar baptizo a Bartolome hijo de Lucas Palomo y de su muger Ana Morales fue su conpadre Grabiel de Salazar y doña Catalina encargoseles el parentesco spiritual testigos Pedro Vélez el mozo y Francisco Uzeta vezinos del dicho lugar y lo firme.”  El Doctor Peña.

### Cervantes y la redacción del Quijote
A finales de febrero de 1599, después de haberse hallado recluido en la cárcel de Sevilla, Cervantes llega al Lugar de Esquivias. A partir de esta fecha, Cervantes y Catalina permanecerían juntos, salvo los viajes puntuales que realizara Miguel para resolver asuntos personales sobre el litigio que le llevó a ingresar en la cárcel de Sevilla, y de asuntos relativos a las obras teatrales que tenía publicadas.
Cervantes retoma en el Lugar de Esquivias la redacción del Quijote, que "engendró" en la cárcel de Sevilla "donde toda incomodidad tiene su asiento y todo triste ruido hace su habitación". En el sosiego que representa su estancia en el Lugar, expresa en sus papeles los detalles de una novela basada en los antiguos caballeros andantes, dándole un importante giro al incorporar al personaje de un escudero, así como del empleo de otro lenguaje, dejando de lado el rancio castellano "que nos tiene anquilosados en el tiempo".
A mediados del mes de julio de 1600, llega la noticia de que Rodrigo de Cervantes, hermano de Miguel, había sido herido por un arcabuzazo que recibió en la Batalla de las Dunas, en Flandes, donde se hallaba prestando sus seervicios en la milicia, pero lo único que pueden hacer en la familia de Cervantes, es esperar las noticias que pudieran llegar sobre el estado de salud de Rodrigo de Cervantes.

### Fernando de Salazar y Palacios
En ese mismo verano, Catalina tiene ocasión de celebrar un hecho importante en su familia: Fl 19 de agosto de 1600, su hermano pequeño, Fernando de Salazar y Palacios, toma el hábito de la Orden de los Franciscanos en el Monasterio de San Juan de los Reyes de Toledo, bajo el nombre de fray Antonio de Salazar, con la presencia de Cervantes y de toda la familia de Catalina en dicho Acto.
Fernando, al entrar en la Orden Franciscana, renunció a su herencia, disponiendo que esta fuera repartida entre sus hermanos Catalina y Francisco "por iguales partes, tanto al uno como al otro", y también manda: "...que no se pida cuenta a doña Catalina de Salazar y a Miguel de Zerbantes, su marido, de la administración que han tenido de los bienes de mis legitima materna y paterna del tiempo que la han tenido de lo que toca a los frutos della, porque se lo perdonó.../... y para cumplir y pagar y ejecutar este mi testamento y lo en el contenido, dejó y nombro por mis albaceas y testamentarios y ejecutores del, a los dichos Miguel de Zerbantes y Francisco de Palacios y a cada uno y cualquiera dellos por si in solidum, especialmente que por mi y en mi nombre y como yo mesmo, representando mi propia persona, luego como hiciere profesión en el dicho monasterio, se puedan entrar y apoderar, y entren y apoderen en todos y de todos mis bienes, y vendan y rematen dellos los que fueren necesarios en publica almoneda o fuera della, y recibir los maravedis por que los vendieron..."
En el otoño de 1600, llega la noticia de que, el 2 de julio pasado de 1600, falleció Rodrigo de Cervantes, como consecuencia de las heridas recibidas en Flandes.
El 25 de enero de 1601, Francisco de Salazar y Palacios, hermano de Catalina, arrienda a Juan Portero una taberna de la que es propietario, en la confluencia de la travesía del Lugar de Esquivias con la calle que va a la plaza del Ayuntamiento, conocida como de "las cuatro calles". 
Catalina de Salazar, el 27 de enero de 1602, asiste al bautizo de María, hija de Bartolomé de Uxena y Ana de la Peña, siendo los padrinos de este bautizo: Miguel de Cervantes y doña Juana Gaytán:
Al margen: María.

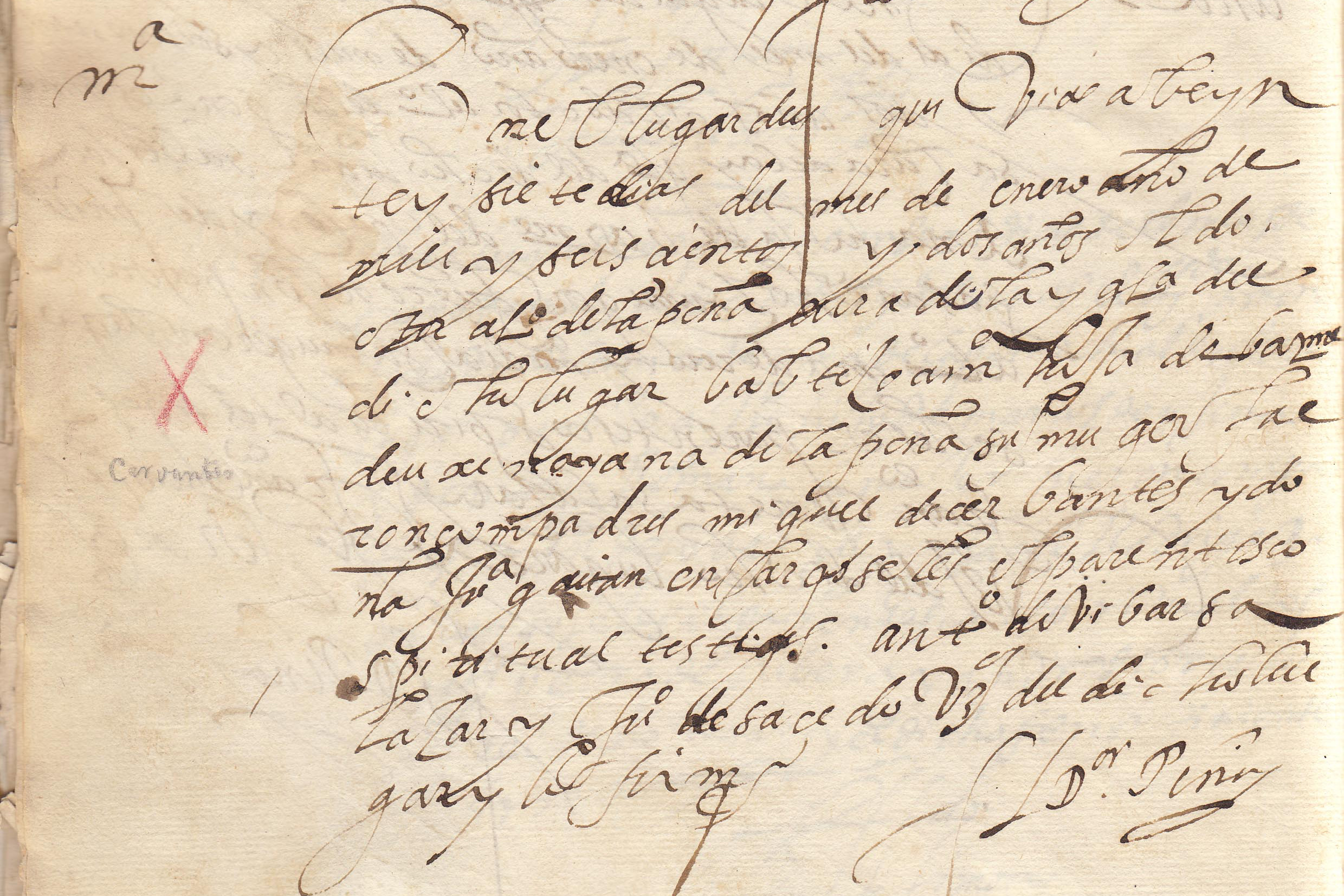
Bautismo de María. Padrinos Cervantes y J. Gaytan.

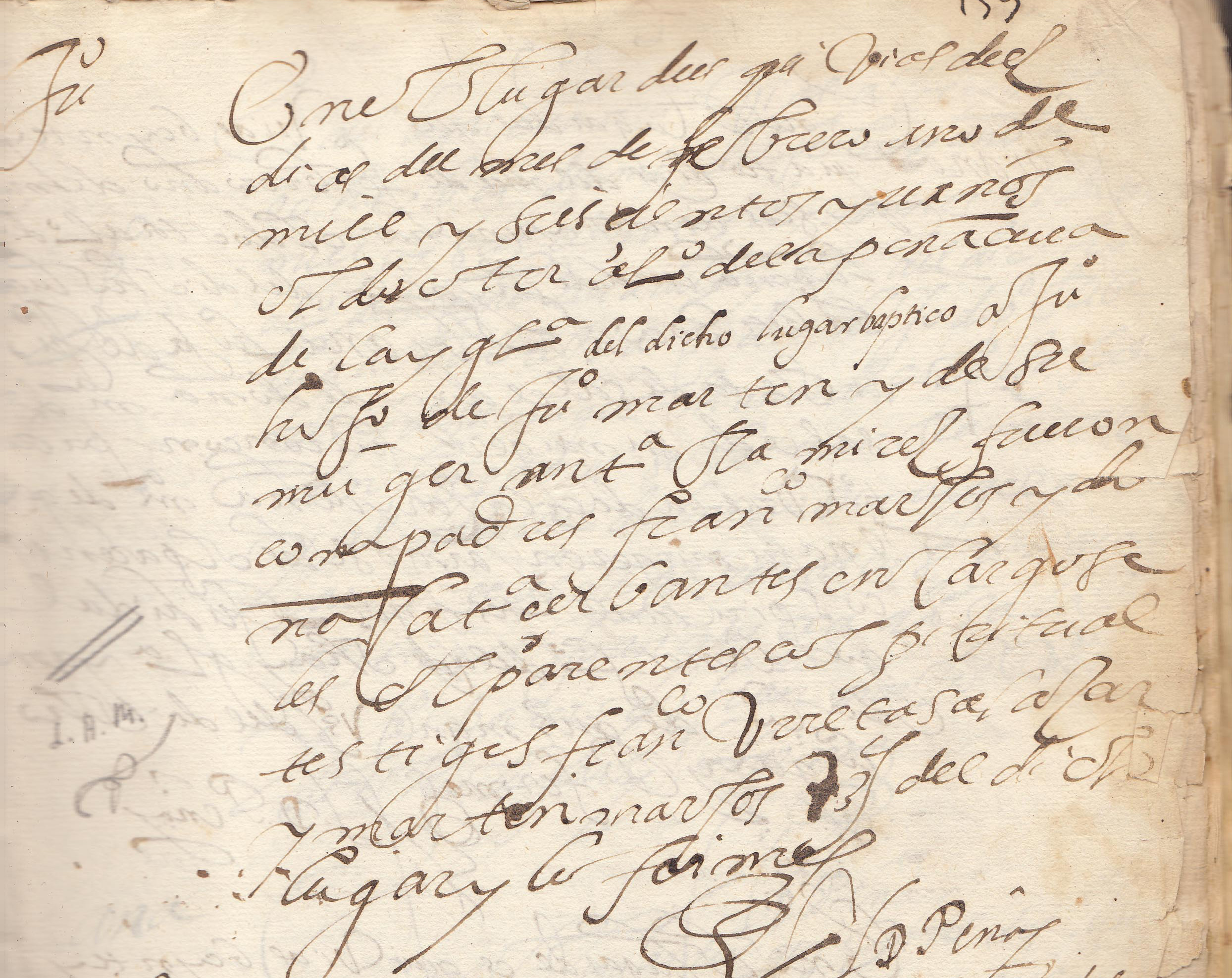
Bautismo de Juan Martín. Madrina Catalina y Cervantes

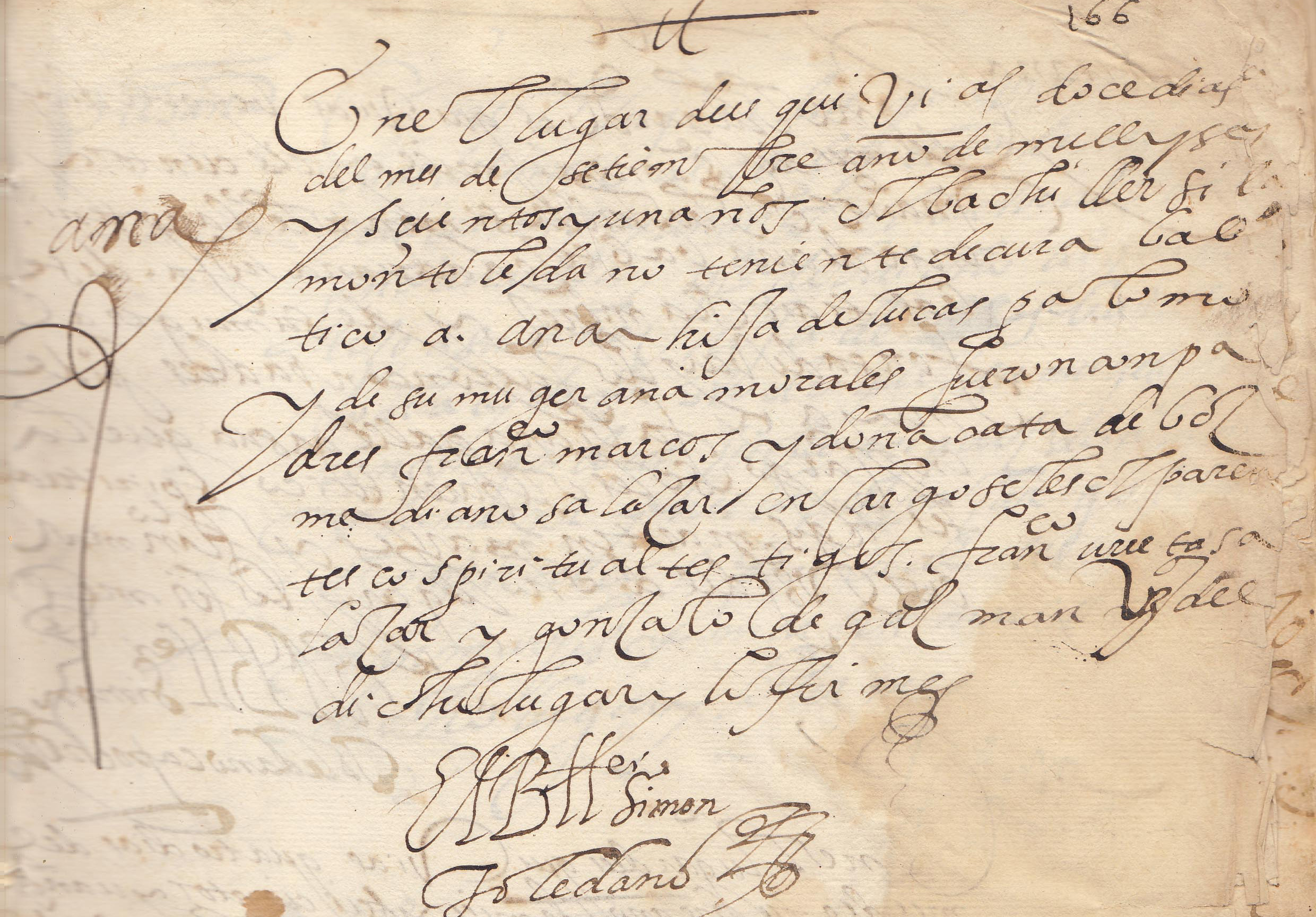
Bautismo de Ana. Madrina Catalina

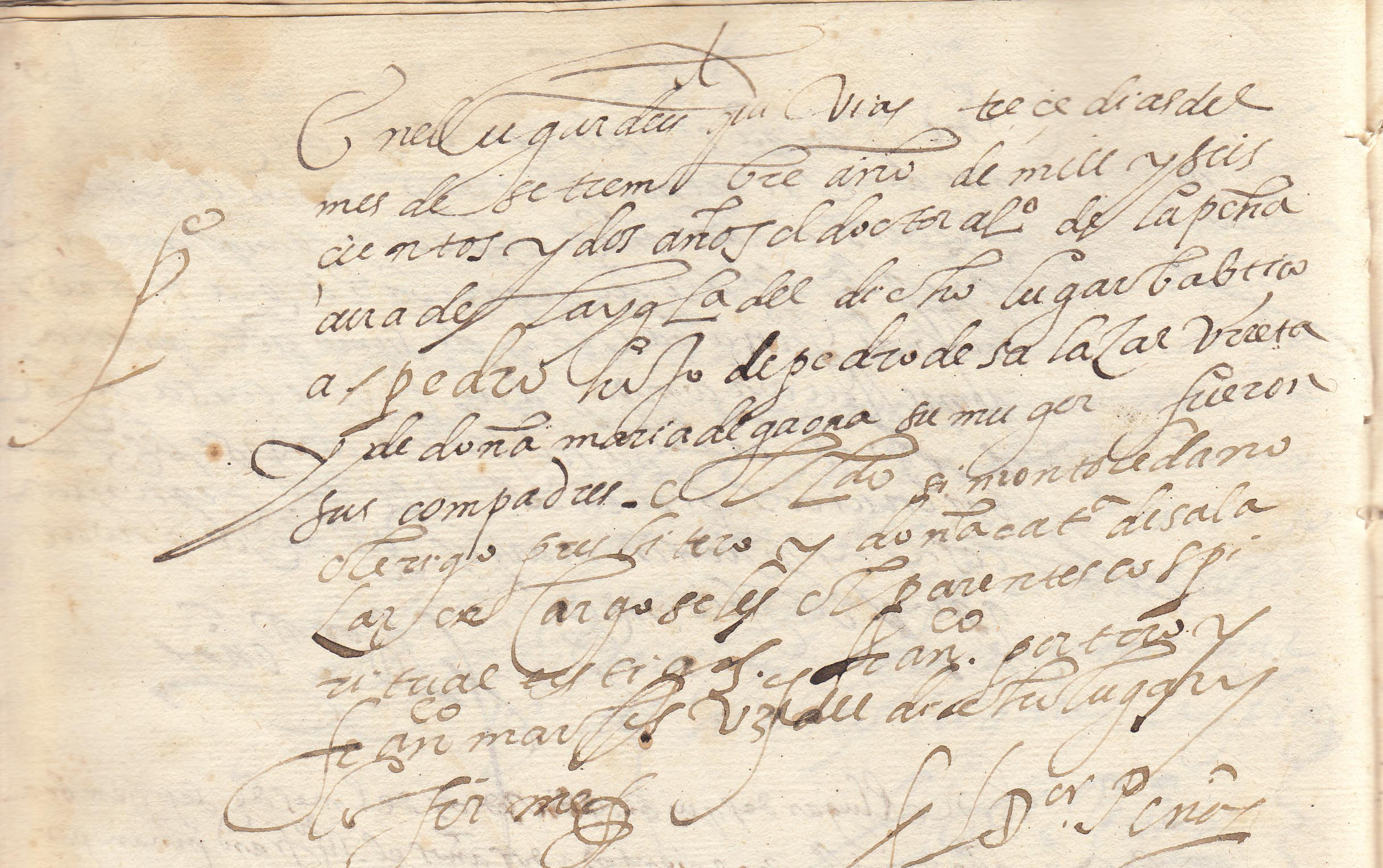
Bautismo de Pedro. Madrina Catalina.

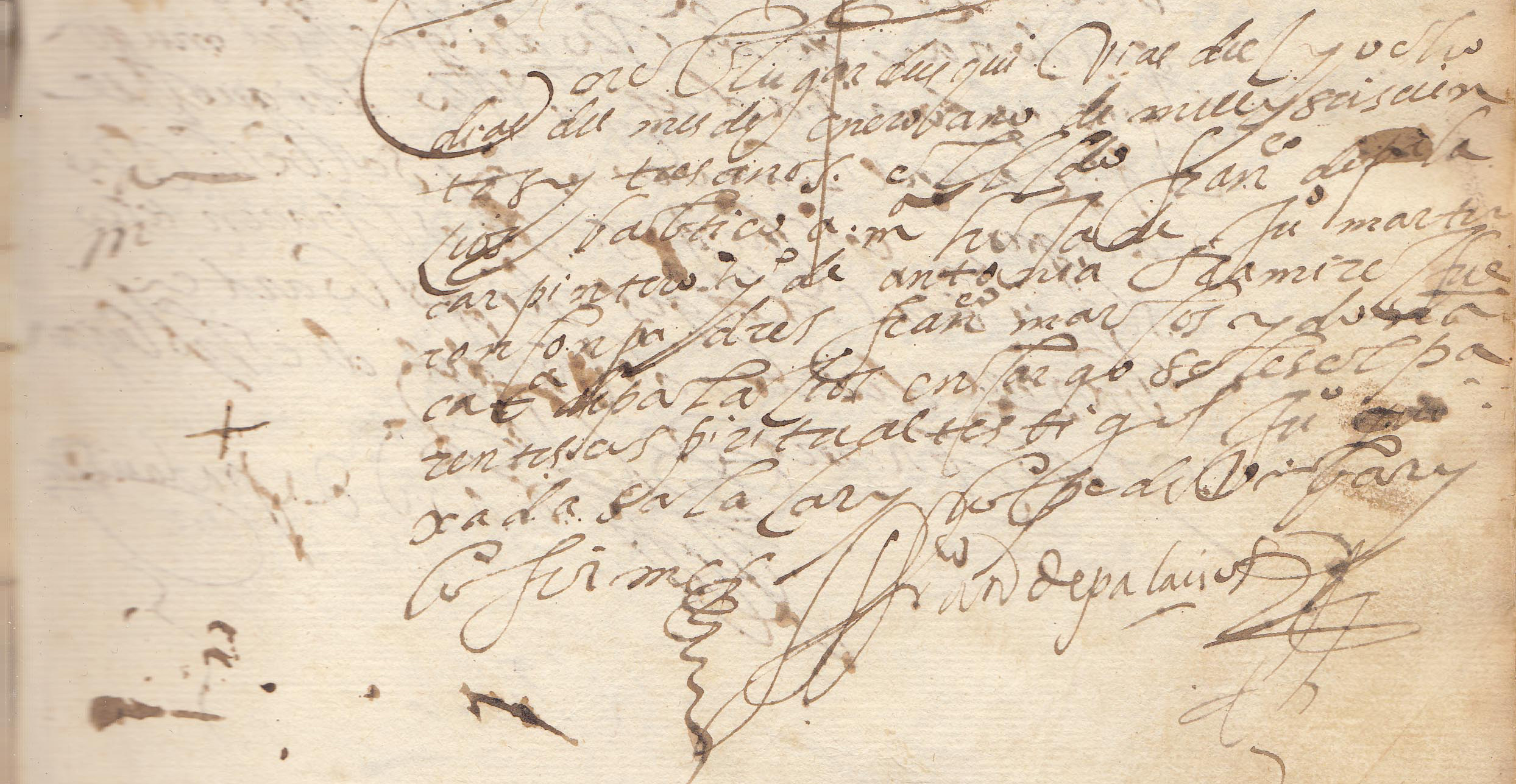
Bautismo de María Martín. Madrina Catalina

“En el Lugar de Esquivias a veynte y siete días del mes de enero año de mill y seiscientos y dos años el Doctor Alonso de la Peña cura de la Yglesia del dicho lugar babtizó a María hija de Bartolome de Uxena y ana de la Peña su muger fueron compadres Miguel de Cervantes y doña Juana Gaitan encargoseles el parentesco espiritual testigos Antonio de Vivar Salazar y Juan de  Salçedo  vecinos  del  dicho  lugar y lo firme.    El Doctor Peña.
No obstante, Catalina sigue teniendo una vida social acorde a su condición, actuando como madrina de los siguientes bautizos:
Al margen: Juan.
“En el Lugar de Esquivias diez días del mes de febrero año de mill y Seiscientos y un años el doctor alonso de la Peña cura de la iglesia del dicho lugar babtiço a Juan hijo de Juan martin y de su muger Antonia Ramírez fueron compadres francisco marcos y doña Catalina Cervantes encargoseles el parentesco spiritual”.
Al margen: Ana.
“En el Lugar de Esquivias doce días del mes de setiembre año de mill y seiscientos y un años el bachiller Simon Toledano teniente de cura babtiço a Ana hija de Lucas Palomo y de su muger Ana Morales fueron conpadres Francisco Marcos y doña Catalina de Vozmediano Salazar encargoseles el parentesco spiritual testigos Francisco Urreta de Salazar y Gonzalo de Guzmán vecinos del   dicho  lugar y lo firme”.   Bachiller Simon Toledano.
Y al día siguiente:
Al margen: Pedro.
“En el Lugar de Esquivias trece días del mes de setiembre año de mill y seiscientos y dos años el Doctor Alonso de la Peña cura de la Yglesia del dicho Lugar babtizo a Pedro hijo de Pedro de Salazar Urreta y de Doña María de Gaona su muger fueron sus compadres el Licenciado Simon Toledano clérigo presbítero y Doña Catalina de Salazar encargoseles el parentesco spiritual testigos Francisco Portero y Francisco Marcos vecinos del dicho lugar y lo firme”.   El Doctor Peña.
Ese mismo otoño, el 26 de noviembre de 1602, don Juan Mendoza, Obispo de Lipar, consagró la ermita de dicada a San Roque, que fue edificada a extramuros del Lugar de Esquivias, próxima a la huerta de la segunda casa del Mayorazgo de los Quixada, lindera con el camino de Illescas. Los vecinos del Lugar, entre los que se hallaban Miguel de Cervantes y su esposa, Catalina de Salazar, puesto que vivían en proximidad a dicha ermita, engalanaron las fachadas, puertas y ventanas, de la calle que va desde la iglesia de Santa María de Esquivias hasta la ermita de San Roque. En el Acta de consagración de esta ermita consta: "Este dicho día el dicho Obispo consagro y bendijo la ermita de San Roque que está al camino de Yllescas y dexo bendito y prebilixiado para los Retraydos. Lo que ay desde la dicha puerta principal de la ermita hasta la cruz que esta como ban del pueblo a ella y alrededor de toda ella diez palmos que son las goteras siendo cura de la dicha Villa el doctor Alonso de la Peña Espinosa y Alcaldes Antonio de Vivar Salazar alcalde de los hijos dalgo y Matias de Sobarzo alcalde de los buenos hombres pecheros. Y mayordomo Pedro Vélez de Olarte (Loarte), de la dicha ermita.    Don Juan de Mendoza Obispo de Lipar".
El 8 de enero de 1603, aparece de nuevo Catalina como madrina del bautizo de una hija de Juan Martín, carpintero, y de Antonia Ramírez. Catalina ya actuó como madrina de otro hijo de este matrimonio, de nombre Juan, el 10-II-1601. La madre del bautizado era hermana de Diego Ramírez de Isaba, apodado El Vizcaíno, que había regentado el mesón de la plaza, y que mantenía esta familia una gran amistad con Cervantes y Catalina. En cuanto a la ceremonia, la celebró Francisco de Palacios, hermano de Catalina:
Al margen: María.
“En el Lugar de Esquivias diez y ocho días del mes de enero de mill y seiscientos y tres años el Licenciado Francisco de Palacios babtizo a María hija de Juan Martin carpintero y de Antonia Ramírez fueron conpadres Francisco Marcos y doña Catalina de Palacios encargoseles el parentesco spiritual testigos Juan Quixada de Salazar y Lope de Vivar y lo firme”. Francisco de Palacios.

### Traslado a Valladolid
A finales del verano de 1604, Cervantes y Catalina se trasladan a Valladolid. La Corte de su Majestad, el 10 de enero de 1601, se había trasladado a esta ciudad, quedando la vida de Madrid ciertamente apagada, por lo que, a finales del verano de 1603, las hermanas de Miguel de Cervantes, Magdalena y Andrea, junto con la hija de esta, Constanza, y una criada de Magdalena, de nombre Isabel, se habían trasladado a la ciudad del Pisuerga, manteniendo el contacto con la Corte, motivado por el oficio de costureras de las hermanas de Cervantes. Todas estas personas, además de doña Juana Gaytan, don Diego de Ondaro, doña Luisa de Montoya -viuda del cronista Garibay-, junto con sus hijos mozos, Luis Esteban y Luisa, se hospedaron en una vivienda de varias plantas, donde el bajo había una taberna, en la calle Rastro de los Carneros, a orillas del río Esgueva, afluente del río Pisuerga. 

### Isabel de Saavedra
Antes de trasladarse a Valladolid, Cervantes reconoce a Catalina que la criada de Magdalena, de nombre Isabel, bautizada el 9 de abril de 1584, es hija suya, de unos amores que tuvo con Ana de Villafranca, o Ana Franca, casada con Alonso Rodríguez, y que regentaron una taberna en la calle de Tudescos de Madrid. Le dijo también que, con objeto de no tener que hacer una curadoría de la ascendencia de esta niña, se formalizó un contrato entre Magdalena de Cervantes y la citada Isabel, a la edad de 15 años, cuando quedó huérfana, a la cual Miguel otorgó el apellido de Saavedra. En el citado contrato, consta: "...de fecha once de Agosto de 1599, por tiempo de dos años, por veynte ducados en el dicho tiempo durante el cual servirá a doña Magdalena de todo lo que mandare dentro de la casa e le acompañara a servirla bien e fielmente, y la dicha doña Magdalena le ha de enseñar a hazer labor y a coser, e darla de comer y beber, e cama e camisa lavada, e hazella bien tratamiento, y obligo a la dicha su menor a que no se irá ni ausentará de su casa y servicio, y si se fuere o ausentare lo haga de servir en adelante el tiempo que faltare..."
Hasta esta misma fecha, Isabel de Saavedra igualmente desconocía la paternidad de Miguel de Cervantes, por lo que el ambiente familiar no fue todo lo placentero que cada uno pretendiera. No obstante, Catalina, merced a la educación recibida, asumiría el conocimiento de la hija de su esposo, no poniendo trabas a su relación, sabiendo, como ella sabía: "que las manchas del pasado se limpian con el paso del tiempo".

### Don Quixote de la Mancha. 1.ª parte
Miguel de Cervantes había concluido la redacción de la primera parte de Don Quijote y se halla tan solo a la espera de obtener de la Casa Real la licencia para imprimir por si o por otros el libro intitulado "el Ingenioso Hidalgo de la Mancha", quedando por fin aprobado a mediados del mes de diciembre de dicho año de 1604.
Varios son los acontecimientos que se suceden en el año de 1605 en el entorno de Catalina:
- A finales del mes de enero sale de la imprenta de Juan de la Cuesta, de Madrid, para servendido en las librerías de Francisco de Robles, Don Quijote de la Mancha de Miguel de Cervantes, con un éxito impredecible. La familia de Cervantes son el centro de atención del mundo cultural de la época.

- A finales del mes de marzo, fallece Diego de Ondaro, dejando a doña Juana Gaytán viuda de nuevo.

- El 8 de abril, nace el infante Felipe, que años después reinaría con el nombre de Felipe IV, con el repìque de campanas de todas las iglesias de la ciudad, durante toda la noche.

- Procedentes de Inglaterra, se esperaba llegaran a Valladolid una comitiva compuesta de unas 700 personas, entre los que podría hallarse Wiliam Shakespeare, para firmar, junto con la Casa Real de España, los acuerdos de paz, tras las batallas habidas entre ambos países.

- Miguel de Cervantes se halla terminando la novela "El coloquio de los perros", basada sobre los perros -Cipión y Berganza- que se hallan esculpidos en la fachada del Hospital de la Resurrección, de Valladolid, tan próximo a la vivienda ocupada por Cervantes y familia.

- El 15 de mayo, Catalina recibe una nota de su hermano Francisco, donde le comunica que se halla postrado en cama con unas fiebres, por lo que, Catalina, acompañada por una criada, se traslada al Lugar de Esquivias para atender a su hermano. La necesidad hace virtud, diría Catalina, pues de esa forma se alejaba, momentáneamente, del enrarecido ambiente en el que se había convertido la convidencia, con el malestar a aun tenía por el conocimiento familiar de Isabel de Saavedra, de su relación con ella; de la relación de amancebamiento que mantenía Isabel con Simón Méndez, sin que Miguel hiciera nada al respecto; recayendo sospechas sobre todas las mujeres que en el mismo edificio vivían.

- El veintinueve de mayo, se celebró el bautizo del Príncipe, con grandes fiestas en su honor, haciendo representaciones por la calle con los personajes principales de la obra de Cervantes: Don Quijote, Sancho Panza y Rocinante. También se celebraron festejos taurinos, con el rejoneo de 21 toros ese mismo día.

- El veintisiete de junio, en las inmediaciones de la vivienda ocupada por Cervantes en Valladolid, en el puentecillo del río Esgueva, se produjo un altercado entre unos embozados y Gaspar de Ezpeleta, siendo este atendido por Cervantes y las demás mujeres de la casa. El alcalde Villaroel, influenciado por la insidiosa declaración de otros vecinos, ordenó que Miguel de Cervantes y familia, pasaran a disposición judicial, permaneciendo toda la noche en sus dependencias. Tras la declaración, fueron puestos en libertad.

Una vez que Francisco de Salazar y Palacios se halla repuesto de sus dolencias, el 7 de junio de dicho año de 1605, Catalina regresa a Valladolid.
Hallándose la familia Cervantes viviendo en Valladolid, Catalina tiene noticias de que María de Uxena, su criada tan querida, se desposaba, a la edad de 19 años con Bartolomé García, natural y vecino del Lugar de Esquivias, celebrando la ceremonia Francisco de Salazar y Palacios (o de Palacios Vozmediano), hermano de Catalina, y actuando como testigos: Gonzalo de Guzmán, primo en quinto grado de Catalina, Diego Ramírez, apodado El Vizcaíno (Quijote), y Francisco de Barahona, representando a esta familia de Hidalgos del Lugar de Esquivias:
Al margen: Bartolome García y Maria de Uxena.

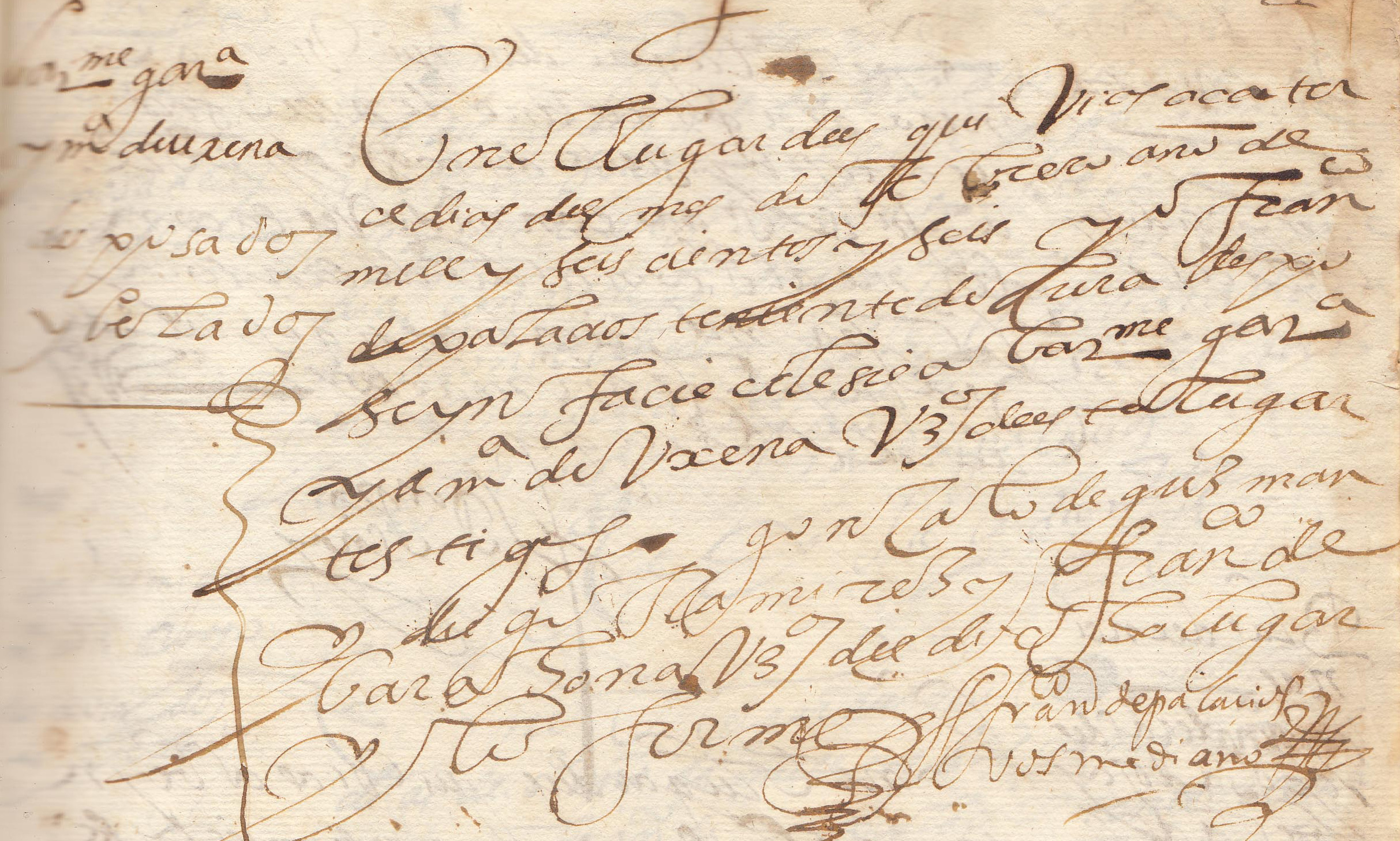
Desposorios de Bartolomé García y María Uxena

“En el Lugar de Esquivias a catorce días del mes de febrero año de mill y seiscientos y seis yo Francisco de Palacios teniente de cura despose  ynfacie  eclesie  a Bartolome García y Maria de Uxena vecinos deste lugar, testigos Gonzalo de Guzmán y Diego Ramírez y Francisco de Barahona vezinos del dicho lugar y lo firme.”  Francisco de Palacios Vozmediano.
La Corte de su Majestad ha regresado de nuevo a Madrid, y pasados unos días, Cervantes y su familia hacen lo propio.
La inestable Isabel de Saavedra sigue creando quebraderos de cabeza a la familia Cervantes. De forma imprevista, Isabel se desposa con Diego Sanz del Águila, persona de la cual carecen de referencias.
A mediados de noviembre de 1606, Cervantes y Catalina se trasladan al Lugar de Esquivias, donde Miguel retoma la pluma escribiendo nuevas obras.
A finales de 1607, Isabel de Saavedra da a luz una niña, que es bautizada con el nombre de Isabel, convirtiendo a Cervantes en abuelo -Isabel mantiene una relación extramatrimonial con Juan de Urbina, casado, secretario de los Duques de Saboya-, pero meses después fallece Diego Sanz del Águila, por lo que, ante la situación mantenida por Isabel, Cervantes concierta con Luis de Molina, a cambio de una sustanciosa cantidad de dinero, previo a lo cual firmaron un documento que comprometía a ambas partes, a cumplirlo. En las velaciones de dicho matrimonio, actuaron Cervantes y Catalina: "En el dicho dia (01-III-1609), por decreto de su Señoría Ilustrísima, el Sr. Cardenal de Toledo, vele a Luis de Molina con doña Isabel de Saavedra. Padrinos Miguel de Cervantes y doña Catalina de Salazar, testigos Pedro Diaz de Paredes y Mateo Aparicio y Juan Acedo Belazquez y otros, y lo firme.  El Licenciado Ramos".
El 8 de junio de 1609, Catalina recibe el hábito de la Orden Tercera de San Francisco, no claustral.
El 9 de octubre de 1609, fallece Andrea de Cervantes, hermana de Miguel, de forma repentina, siendo enterrada en la parroquia de San Sebastián, de Madrid. Quedando su hija Constanza al cargo y custodia de Miguel de Cervantes y Catalina de Salazar.
En la primavera de 1610, fallece la nieta de Cervantes, Isabel Sanz Saavedra, cumplidos los dos años de edad.

### Primer Testamento de Catalina
Probablemente debido a los luctuosos hechos acaecido en fechas pasadas, el 16 de junio de 1610, Catalina redacta el que sería su primer testamento. Ya lo decía su tío Juan: "Hay que estar preparado". En dicho testamento, entre otras cosas manda Catalina:
"Item mando a María de Uxena, mi criada, hija de Juan de Uxena y Ana Rodríguez, vecinos de Esquivias, todos los vestidos de seda y otros cualesquiera y el manto que tuviere y camisas el día que yo muera, y esto la mando por el mucho amor que la tengo por el tiempo que me sirvió siendo niña, y ruegue a Dios por mi alma.../
Item mando que quando Dios sea servido de me llevar desta presente vida, mi cuerpo sea llevado al Lugar de Esquivias, jurisdicción de la cibdad de Toledo,  y me entierren en la sepoltura de Fernando de Salaçar Bozmediano, mi padre, que está en el coro de la iglesia del dicho lugar junto a la grada del altar mayor de la dicha iglesia, que está con su losa…/
Item mando al dicho Miguel de Zerbantes, mi marido, la cama en que yo mueriere, con la ropa que tuviere, con más todos los demás bienes muebles que yo tuviere, eçebto lo que mando al dicho mi hermano, esto sin que se le pida quenta al dicho mi marido, por el mucho amor y buena compañía que ambos hemos tenido…/
Item mando al dicho mi marido una tierra de una aranzada, que llaman el Herrador, por sus días, y después venga al dicho mi hermano Francisco de Palaçios, y después de sus días la goze la dicha iglesia con la propia carga de la demás hazienda dicha en una cláusula deste dicho mi testamento. Y en caso de que dicha iglesia no quiera açebtar lo susodicho, que es majuelo o tierra, es mi voluntad de mandárselo al hospital de pobres del dicho lugar con la dicha carga, y se ponga en la dicha tabla con la otra cláusula”.
Queda evidente por lo leído en este testamento,  que Catalina tiene muy en cuenta que Cervantes no reciba algo que después pueda transmitir a su hija Isabel de Saavedra. Es posible que la relación entre ambas mujeres hubiera experimentado una leve mejoría, pero Catalina no podía olvidar los malos momentos que pasó por verse obligada a ser testigo de los devaneos de Isabel, del trato personal recibido, cuando Catalina quiso poner orden en su casa,  sin conseguirlo.  Eran demasiados los desaires recibidos, las miradas penetrantes, como si Catalina fuera la culpable de la situación personal de Isabel, de su ascendencia o de la mala educación recibida.  Tampoco Cervantes estuvo a la altura de las circunstancias, quizás por no crear barreras entre él y su hija; pero con el conformismo y el mirar para otro lado,  no consiguió nada que mejorara esa relación entre padre e hija.
Por otro lado, Catalina manda ser enterrada en la iglesia de Santa María del Lugar de Esquivias,  en sepultura de sus padres.  Evidentemente Catalina no tenía otra referencia más próxima para poder decidir donde ser enterrada. Miguel aun vivía y no era cuestión de averiguar donde querría que se le enterrara al fin de sus días. Bien es cierto que en abril del pasado año de 1609 Cervantes había entrado en la Orden de San Francisco,  y  que  Catalina,  junto  con  Andrea,  también recibieron el hábito de la dicha Orden,  no  claustral, dos  meses  después; pero ella prefería que su cuerpo volviera a la iglesia donde recibió las aguas bautismales.
Por último, siendo lo primero, tiene en cuenta a María de Uxena en su testamento. Muy buenos sentimientos tendría Catalina por María, no siempre transmitidos a los demás, para tenerla presente en su testamento, aparte de Cervantes y su hermano Francisco, claro está. Manda para ella todos los vestidos de seda y mantos que tuviere el día que Catalina muera, excepto los que dejó a su esposo, y sería bastante cumplido el ajuar que en esos momentos poseía, ya fuera por la buena situación económica que pasaban, o porque Cervantes quisiera agasajar a su esposa, seguramente para que le sirviera de compensación por los malos momentos pasados, nunca echados en cuenta, pero sí recordados por Miguel. 
Cervantes y Catalina se mudan de casa varias veces en esos años, hallándose Miguel cada vez más próximo a sus contertulios de la Imitatoria de Madrid, adonde también algunas veces le acompañaba Catalina;  su cultura y conocimientos no contrastaban con su entorno,  aunque ella prefería quedarse en casa, inevitablemente, añorando su Esquivias querido, sus vecinos, sus primas, a las que no veía desde hacía años;  los Uxena, Carrasco, en fin todos sus seres queridos, por lo que Cervantes y Catalina visitan con más frecuencia el Lugar de Esquivias, donde se halla Francisco ejerciendo de cura beneficiado.
El 28 de enero de 1611, fallece en Madrid Magdalena de Cervantes a la edad cumplida de 67 años. A partir de esta fecha, al no tener ningún vínculo que les haga permanecer en Madrid, Cervantes y  Catalina, en compañía de Constanza que ya no se separaría de ellos, trasladan su residencia al Lugar de Esquivias. También se halla en el Lugar de Esquivias doña Juana Gaytan, desde que regresó en 1605 de Valladolid.
En su estancia en el Lugar de Esquivias, Catalina visitaba a sus familiares y amigos, principalmente a los Uxena, Carrasco y Martín, mientras que Cervantes asistía a la tertulia del Mesón de la Plaza, que en esas fechas regentaba Simón Hernández, padre de Juan y de Susana, de tan grato recuerdo para Cervantes y Catalina. En dicho Mesón, se encuentra con Pedro Alonso (Quijote), que estuvo haciendo labores de gañán en la hacienda de Catalina; El Vizcaíno, que seguía regentando la Posada; el morisco Ricote (Quijote); Sancho, hijo de don Hernando de Gaona y de doña Luisa de Godoy y Quixada, y otros vecinos del Lugar, con quien Cervantes platicaba. Y cuando Miguel volvía a casa, retomaba su pasión por la escritura.
Hallándose Cervantes y Catalina residiendo en el Lugar de Esquivias, asisten a los desposorios de Juan Fernández (Hernández), hijo de Simón Hernández -que el 25-X-1586, Cervantes y Catalina apadrinaron en su bautismo-:
Al margen: Juan Fernández y Luisa Romero.

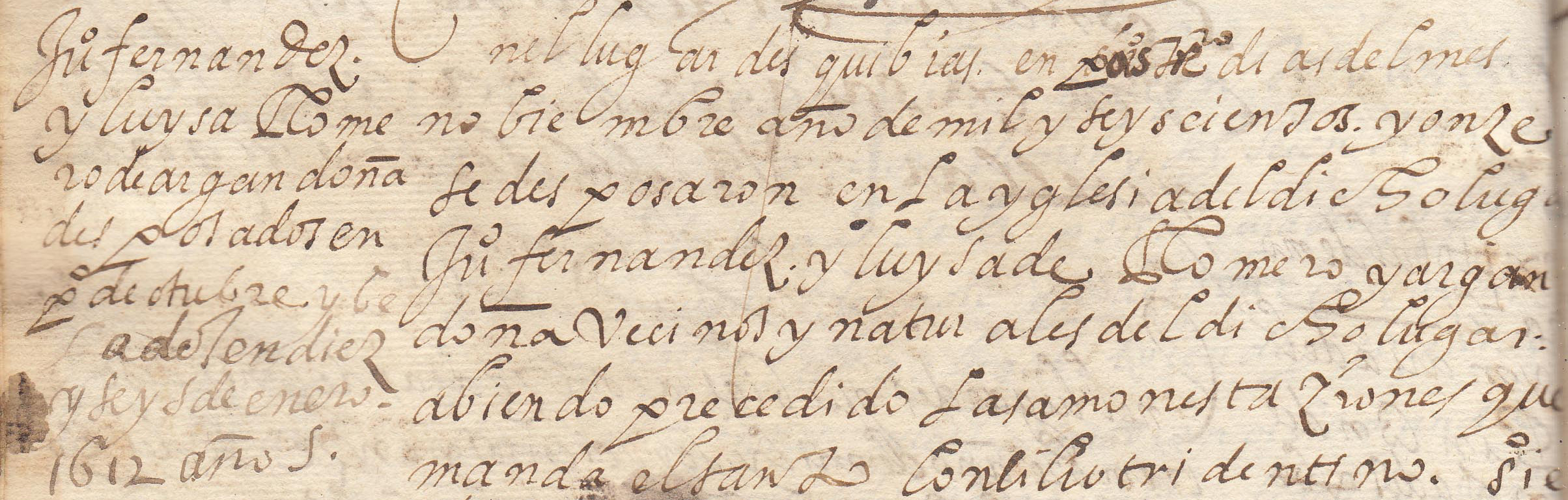
Desposorios de Juan Fernández y Luisa Romero

“En el Lugar de Esquivias a postrero día del mes de noviembre año de mill y seiscientos y onze se desposaron en la Yglesia del dicho lugar Juan Fernández y Luisa de Romero y Argandoña vecinos y naturales del dicho lugar abiendo precedido las amonestraciones que manda el Santo Concilio Tridentino siendo testigos Francisco Giménez y Alonso de Uxena vecinos del dicho lugar y lo firme.”   El Doctor Peña.
A finales de enero de 1612, la familia Cervantes se traslada de nuevo a Madrid, a la calle de las Huertas, donde Cervantes se halla más en contacto con las academias de moda y en los círculos literarios y cortesanos de Madrid.
En agosto de 1613, salen de la imprenta las Novelas Ejemplares; después El Viaje del Parnaso, que al fin se atrevió a realizar Cervantes, al hallarse la obra escrita en verso.
Cervantes lleva avanzada la Segunda Parte del Quijote, cuando sale impresa la edición apócrifa del Quixote de Avellaneda. A partir de esta fecha, Cervantes retoma con más interés esta Segunda Parte, al tiempo que seguía escribiendo El Persíles.

### Don Quixote de la Mancha. 2.ª Parte
En agosto de 1614 Cervantes hace entrega al impresor Juan de la Cuesta de la Segunda Parte de Don Quixote, iniciando así la tramitación de solicitar las aprobaciones pertinentes. En esta edición, Cervantes escribe una frase, que pone en boca de Don Quixote, para ensalzar a Dulcinea, donde algunos investigadores mantienen que dicha frase se la dedicó Miguel de Cervantes a su esposa Catalina de Salazar:
“puesto que la contemplo como conviene que sea una dama que contenga en si las partes que puedan hacerla famosa en todas las del mundo, como son: hermosa  sin  tacha,  grave  sin  soberbia,  amorosa  con honestidad,  agradecida   por   cortés,   cortés por bien nacida y, finalmente, alta por linaje a causa que sobre la buena sangre resplandece y campea la hermosura con más grados de perfección que en las hermosas humildemente nacidas”.
Cervantes cae enfermo y le es recomendado dar largos paseos, por lo que, a primeros de marzo de 1616 regresan al Lugar de Esquivias. En el Lugar pasean por los parajes del camino de Valdelafuente, paraje de La Tolosa, hasta el paraje de La Torralba, aledaños todos de una de las viñas que poseía Catalina al pago de Ombidales.

### Prólogo del Persiles
Pero la salud de Cervantes no mejora. La sed que padece no tiene límites: "Esa enfermedad es de hidropesía, que no la sanará toda el agua del mar Océano que dulcemente se bibiere..." Así pues, a mediados del mes de abril de 1616 emprenden regreso a Madrid, dejando constancia de ello en el Prólogo del Persiles y Sigismunda: "Sucedió, pues, lector amantísimo, que viniendo otros dos amigos y yo del famoso Lugar de Esquivias, por mil causas famoso, una por sus ilustres linajes y otra por sus ilustrísimos vinos..."
Ya en Madrid, a primera hora del 18 de abril, Catalina acude a la parroquia de San Francisco, a requerimiento de Miguel, consciente de que le llegaba su hora, para que le fuera administrada la Extremaunción, en plenitud de sus facultades mentales.
Al día siguiente, 19 de abril de 1616, con ayuda de Catalina, Cervantes redacta la dedicatoria al Conde de Lemos de "Los Trabajos de Persiles y Sigismunda. Historia Setentrional".

### Defunción de Miguel de Cervantes
El 22 de abril, fallece Miguel de Cervantes, siendo enterrado el día 23, hallándose a la cabecera de su cama su esposa, Catalina de Salazar y Palacios, Isabel de Saavedra, Francisco de Salazar, Fernando de Salazar, Constanza, doña Juana Gaytán y Luis de Molina, así como tertulianos de Cervantes en la Imitaroria de Madrid.
Has pasado 31 años de aquel 12 de diciembre de 1584, en que se desposaron Cervantes y Catalina en la iglesia de Santa María del Lugar de Esquivias. Muchas cosas han acontecido en la vida de la hidalga esquiviana. Han pasado los años con la lentitud de lo deseado y la rapidez de lo vivido al lado de su esposo. Esos años han sido muy intensos, llenos de zozobros, de sollozos, pero olvidados cuando Cervantes llegaba al Lugar. Ya no había deseos, pues, entoneces, eran realidades.
Pasados unos días, Catalina, en compañía de su hermano Francisco, gestiona con el librero la publicación de la obra póstuma de Cervantes: Los trabajos de Persiles y Sigismunda, permaneciendo Francisco al lado de su hermana hasta finales del mes de julio de dicho año, en que regresó al Lugar de Esquivias.
Catalina no regresó jamás a Esquivias, por lo que, Francisco, que se desenvolvía muy bien en esos cometidos, se trasladaba con frecuencia a Madrid, para gestionar todo lo concerniente a las publicaciones de Miguel de Cervantes. Actitud no compartida con Fernando de Salazar, el cual carecía de todo interés por los recursos materiales de la vida.
El 21 de septiembre de 1624 fallece y es enterrada Constanza de Ovando -que se hallaba al cargo y custodia de Catalina-, hija de Andrea de Cervantes y, supuestamente, de Nicolás de Ovando, a la edad de 59 años. Se hallaban presentes, Francisco de Salazar y Palacios y Luis de Molina.

## Muerte de Catalina

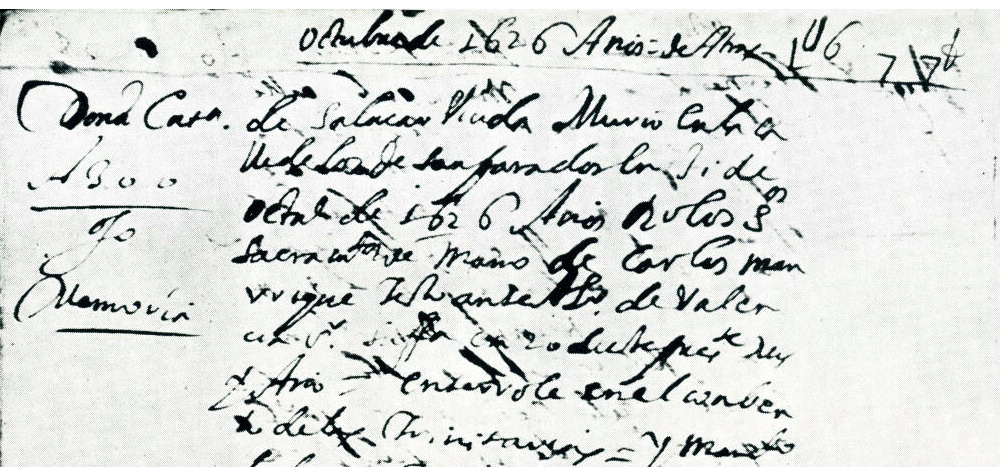
Acta de defunción de Catalina de Salazar y Palacios

Catalina de Salazar murió diez años más tarde que Miguel de Cervantes, el 30 de octubre de 1626 en Madrid, siendo enterrada el día 31 de dicho mes. 
En el Acta de defunción de Catalina de Salazar, consta:
"Doña Catalina de Salazar. Viuda. Murió en la calle de los Desamparados en 31 de Octubre de 1626 Años. Recibió los Santos Sacramentos de mano de Carlos Manrrique. Testo ante Alonso de Valencia signo su firma en veinte de este presente mes y Año = Enterrose en el convento de las Trinitarias = y mando le dijesen Trecientas Misas del Alma, y funda una memoria. Albaceas Luis de Molina y Francisco de Palacios que Vibe en la misma casa".

### Segundo Testamento de Catalina
En su segundo testamento, de 20 de octubre de 1626, ante el escribano Alonso de Valencia, Catalina de Salazar manda ser enterrado en sepultura junto a su esposo, "...por el mucho amor que se tuvieron en vida...", en el Convento de las Trinitarias Descalzas de Madrid. Nombró por sus albaceas a Luis de Molina, esposo de la hija de Cervantes, Isabel de Saavedra, y a Francisco de Palacios, hermano de Catalina de Salazar y Palacios que ejercía su labor pastoral en el Lugar de Esquivias.

## ¿Matrimonio por conveniencia o por amor?
Existe mucha intriga sobre él porque de este matrimonio tan repentino. 
Son varias las teorías que se especulan sobre la celebración de este matrimonio:
1.- Por conveniencia, que podemos subdividir en dos:
a) Económica: Cervantes hubiera podido hallar en Catalina la solvencia económica que necesitaba, al no conseguir a través de las comedias escritas por él los beneficios que otros escritores si eran capaces de conseguir. Pero la situación económica en que quedó la familia Salazar y Palacios, a la muerte del progenitor, don Hernando de Salazar y Vozmediano, el 6 de febrero de ese mismo año de 1584, donde solo dejó deudas, con las fincas hipotecadas, una viuda, una hija soltera de edad de 18 años y otros dos hijos: Francisco, cumplidos los 6 años, y Fernando de 2 años de edad. Por otro lado, aunque a Cervantes no le informaran de la situación económica, seguro que sí lo hacían en la taberna de El Vizcaíno, situada en el mismo edificio de la Posada, frecuentadas por Miguel. En un pueblo de 250 vecinos todo se habla, se comenta, y todos saben lo que ocurre en cada casa. Por este motivo, parece poco probable que Cervantes se viera interesado a desposarse por motivo económico. Aun así, los datos son estos: El matrimonio se celebró a los tres meses de conocerse. Catalina, soltera, de edad de 19 años y con la hacienda totalmente endeudada, tras el recientemente fallecimiento de su padre, pudo ser la razón principal por la que Cervantes accedió a casarse. De esta forma podría solucionar su constante inestabilidad financiera y proseguir con su ya iniciada carrera literaria, ya que preveía publicar de manera inminente su primera obra importante, La Galatea.
b) Social: Miguel de Cervantes, aunque él no lo reconocería hasta años más tarde, tuvo una hija con Ana de Villafranca, casada con Alonso Rodríguez, que regentaban una taberna en la calle Tudescos de Madrid. Don Luis Astrana Marín intuyó que dicha niña, de nombre Isabel, pudo haber nacido el 19 de noviembre de 1584, hecho que muchos cervantistas relacionaron con la posible participación de la Santa Inquisición, viéndose Cervantes amenazado por sus consecuencias, tanto a la madre de la criatura como a Cervantes. La proximidad de esa posible fecha de nacimiento con la de su boda con Catalina (apenas un mes), hizo desviar la atención hacia sus posibles consecuencias. Este argumento se desmorona cuando el investigador don Emilio Maganto Pavón halla el acta de bautismo de Isabel de Saavedra, fechada el 9 de abril de 1584, ocho meses antes de los desposorios de Cervantes y Catalina, la supuesta teoría frente a las consecuencias de la Santa Inquisición, también se desmoronan, por el tiempo transcurrido.
2.- Por amor:
No le habrían faltado a Miguel de Cervantes ocasiones para relacionarse con mujeres de todo tipo de edad y condición. Pero en esta ocasión, se daban otras circunstancias: Cervantes contaba la edad de 37 años, carente como tenía su mano izquierda de movilidad, como consecuencia de un arcabuzazo recibido en la Batalla de Lepanto, se halló frente a una joven Hidalga, poseedora de una cultura infrecuente en las mujeres de su época: sabía leer y escribir, incluso sabía latín, que lo aprendió de su tío, el cura Juan de Palacios. ¿Se enamoraría Cervantes de Catalina? o fue motivado por una atracción personal y físico. Cervantes no ha dejado constancia de cualquiera de estos motivos, pero si tuvo a bien mantener a Catalina alejada de cuestiones que pudieran manchar su limpio linaje, su imagen personal. Catalina si dejó constancia de su amor por Cervantes: En la redacción de su testamento de fecha 16 de junio de 1610, Catalina manda: "Item mando al dicho Miguel de Zerbantes, mi marido, la cama en que yo muriere, con la ropa que tuviere, con más todos los demás bienes muebles que yo tuviere, eçebto lo que mando al dicho mi hermano (Francisco), esto sin que se le pida quenta al dicho mi marido, por el mucho amor y buena compañía que ambos hemos tenido..." Y en su segundo testamento, de 20 de octubre de 1626, Catalina manda ser enterrada "en el Convento de las Trinitarias de Madrid, en sepultura de Miguel de Cervantes, por el mucho amor que se tuvieron en vida...". Esta posibilidad parece más probable.
Aun quedan preguntas que no parece tengan respuesta, si no pasan por ser simples conjeturas: ¿por qué tres años más tarde decide abandonar el hogar conyugal?, ¿por qué firmó un poder otorgado en el que cedía a Catalina la administración de la Hacienda? ¿Fue esto una separación?, ¿Una huida? ¿Era Cervantes un igualitarista adelantado a su tiempo?. 
El caso es que Cervantes desapareció y apareció constantemente hasta febrero de 1599; a partir de esta fecha, el matrimonio ya no se volvió a separar.

## El antepasado familiar Alonso Quijana
Cervantes conoció a través de su esposa la historia de un antepasado de la familia, Alonso Quijada. En los archivos parroquiales del Lugar de Esquivias, se identifica a los miembros 

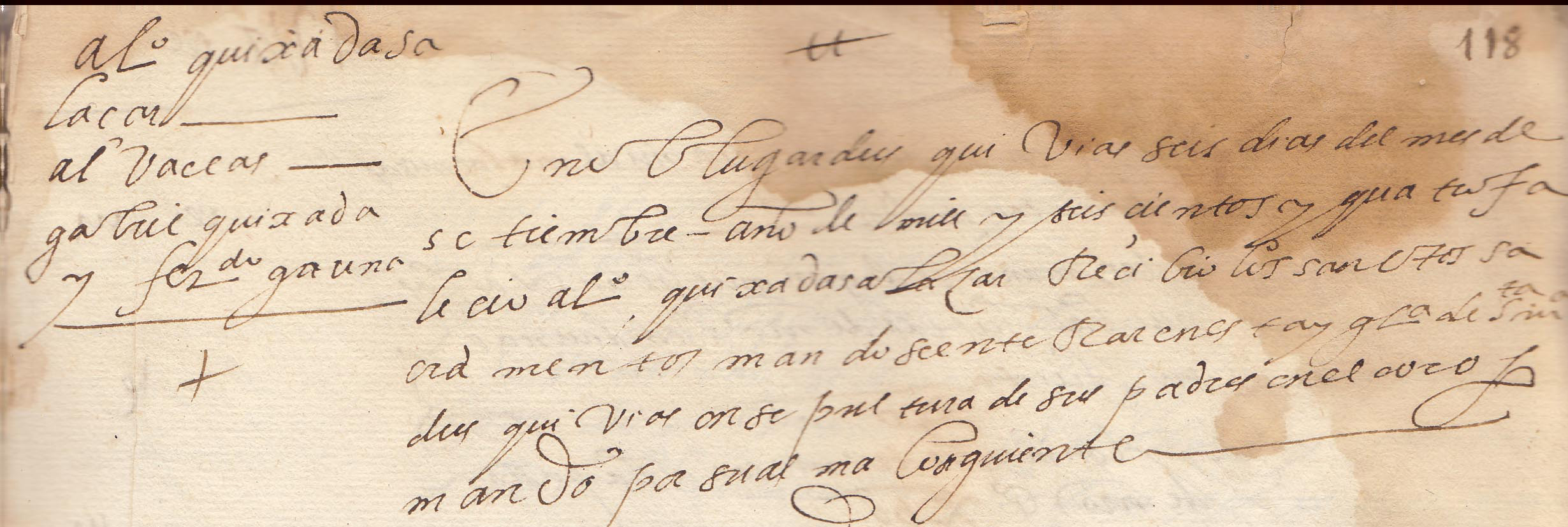
Acta de defunción de Alonso Quixada

de esta familia como Quijada o Quixada indistintamente. Con respecto a don Alonso Quixada de Salazar, fallecido en el Lugar de Esquivias, en su acta de defunción dice:
Al margen: "Alonso Quixada salaçar - alvaceas - Gabriel Quixada y fernando Gauna (Gaona).
"En el Lugar de esquivias seis días del mes de setiembre - año de mill y seiscientos y quatro faleçio Alonso quixada salazar Recibió los Santos Sacramentos mandose enteRar en esta yglesia de Santa María de esquivias en sepultura de sus padres en el coro y mando por su alma lo siguiente..."

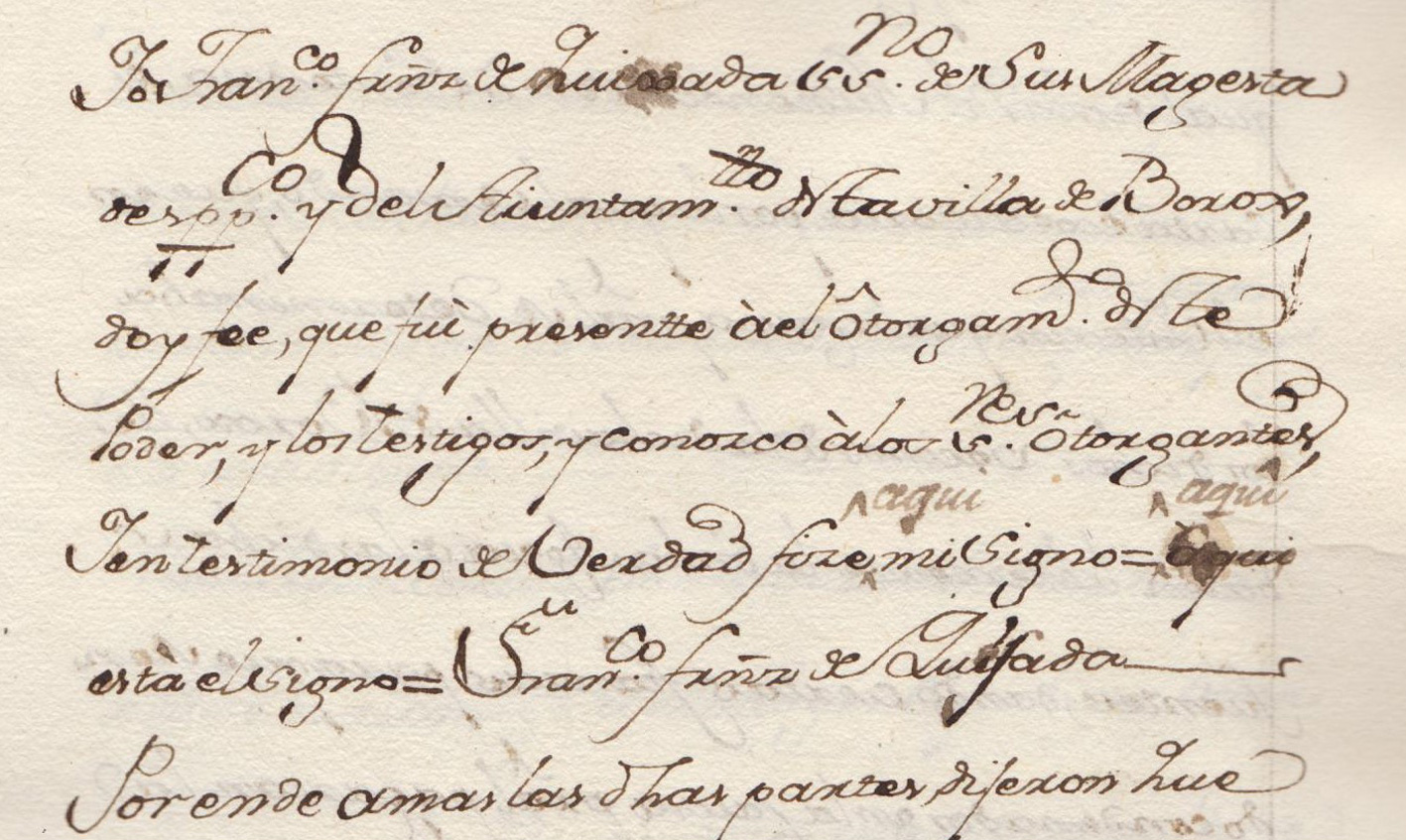
Concordia entre Borox y Esquivias. Folio 105r

Era habitual variar parcialmente los nombres o apellidos de las personas, como ocurre en el Documento de Concordia firmado entre el Concejo de la Villa de Borox y el del Lugar de Esquivias, referido al aprovechamiento del agua de las fuentes ubicadas en el Lugar. En dicho documento, el propio escribano se identifica por dos veces como Francisco Quijada, una como Francisco Quixada, y otra como Francisco Quesada; de la misma forma que Miguel de Cervantes nombra al Hidalgo Manchego, en el capítulo I de la Primera Parte de Don Quijote de la Mancha.
En la trascripción del Documento de Concordia entre los Concejos de la Villa de Borox y del Lugar de Esquivias, para el aprovechamiento del agua de las fuentes, se lee:

Libro de Privilegios del Lugar de Esquivias. Folio 105r:

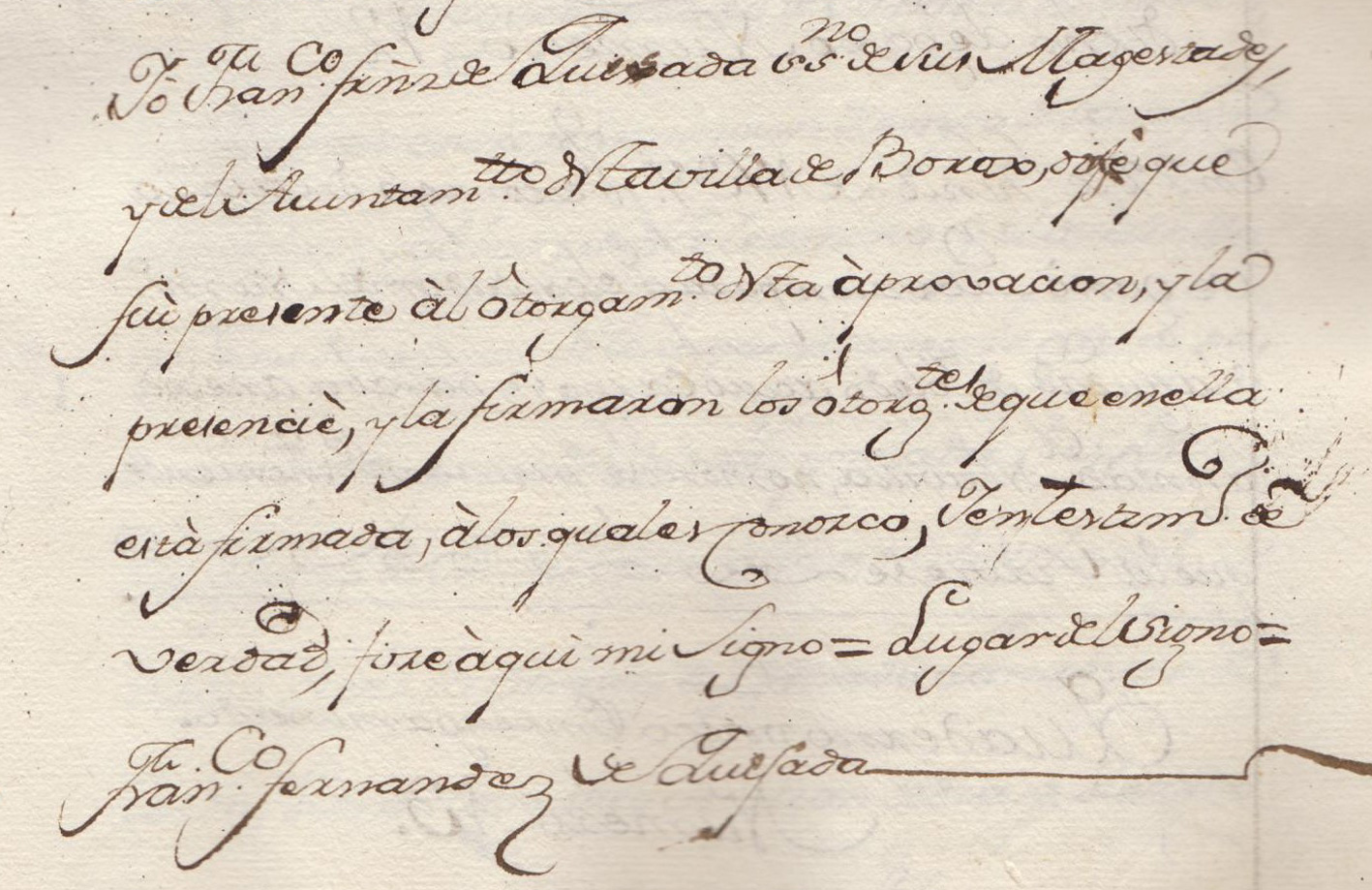
Concordia entre Borox y Esquivias. Folio 113r

“Yo Francisco Fernández de Quixada escrivano de Sus Magestades y del Aiuntamientto de la Villa de Borox, doy fee, que fui presente del otorgamiento de este poder, y los testigos, y conozco a los señores otorgantes. Y en testimonio de verdad puse mi signo =aquí mi signo= Francisco Fernández de Quijada”.
Libro de Privilegios del Lugar de Esquivias.  Folio 113r:
“Yo Francisco Fernández de Quesada escribano de sus Magestades, y del aiuntamientto de la Villa de Borox, de que fui presentte, al otorgamiento de esta aprobación, y la presencie, y la firmaron los otorgantes de que en ella está firmada, a los quales conozco,  Y en testimonio de verdad, puse aquí mi signo =Lugar del signo= Francisco Fernández de Quijada”.
Algunos historiadores sostienen que el ilustre escritor se basó en Alonso Quixada de Salazar, natural y vecino del Lugar de Esquivias, para la creación del personaje de Don Quijote de la Mancha.
En cuanto a la relación familiar entre Catalina de Salazar y Palacios con Alonso Quixada de Salazar: 
Fueron tatarabuelos maternos de Catalina de Salazar y Palacios, Don Juan de Salazar, Alcaide del Alcázar de Toledo, casado con María de Vergara. A su vez, eran hijos de este matrimonio:
1.- María de Salazar, que se desposó con el Bachiller Juan Quixada, natural de Becilla de Valderaduey (siendo este el primer entronque entre los Palacios y Salazar con los Quixada y Salazar), matrimonio que tuvo la siguiente descendencia:
a) Juan de Salazar. nacido en el Lugar de Esquivias hacia 1488.
b) Gabriel Quixada (1490 +1558), natural del Lugar de Esquivias, donde testó el 28 de enero de 1558, y se halló casado con doña Ana Suárez Mejía. (*).
c) Fray Alonso Quixada, fraile de la Orden de San Agustín, considerado para algunos investigadores (Astrana Marín entre ellos), como modelo vivo de Don Quixote de la Mancha, principalmente por ser contemporáneo del Cura Pero Pérez (nombre del cura del Lugar del Quijote), que se hallaba realizando su misión pastoral en la ermita de San Bernabé, ubicada a mediados del siglo XVI en el extrarradio del Lugar de Esquivias.
d) Catalina de Salazar, monja.
(*) Fueron hijos de Gabriel Quixada y de doña Ana Suárez Mejía: Gonzalo Quijada; María de Salazar; Juan Quixada de Salazar (que el 30 de noviembre de 1569 ganó Carta Executoria de Hidalguia para los Quixada del Lugar de Esquivias); Gabriel Quixada de Salazar, el viejo (que el 03-II-1530 fue bautizado por el cura Pero Pérez), casado con doña Melchora de Aguilar, y padres de otro Alonso Quixada de Salazar (21-XI-1560 +04-IX-1604), siendo este, para otros investigadores, el modelo literario de Don Quixote de la Mancha, al ser contemporáneo de Miguel de Cervantes Saavedra. De las casas que poseía la familia Quixada en el Lugar de Esquivias, la segunda del Mayorazgo (hoy dedicada a Museo-Casa de Cervantes), pertenecía a este Alonso Quixada de Salazar.
2.- Pedro de Vergara.
3.- Magdalena de la Cruz. Monja.
4.- Diego García de Salazar, que casó con Marina de Salazar, siendo estos los bisabuelos de Catalina de Salazar y Palacios. De este matrimonio nació Francisco de Palacios, llamando también el viejo, que casó con María de Salazar. Hija de estos, fue doña Catalina de Palacios y Salazar, que se desposó con Hernando de Salazar y Vozmediano, natural de Yeles, padres de Catalina de Salazar y Palacios.
Por tanto, Catalina de Salazar y Palacios era pariente en 6.º Grado de Consanguinidad con Fray Alonso Quixada, que profesó en la Orden de San Agustín de Toledo, y en 8.º Grado de Consanguinidad con Alonso Quixada de Salazar, contemporáneo de Miguel de Cervantes y propietario de la segunda casa del Mayorazgo de los Quixada del Lugar de Esquivias.